# Electronic Body Music
Electronic Body Music, kurz EBM, zeitweise unter dem Silbenkurzwort Aggrepo (aggressiv – positiv) bekannt, ist ein Anfang der 1980er-Jahre entstandener Musikstil, der durch repetitive Sequenzerläufe, tanzbetonte Rhythmen sowie zumeist klare parolenähnliche Shouts (d. h. Rufgesang) gekennzeichnet ist. Er gilt als zufallsbedingte Verschmelzung britischer Industrial- und kontinentaleuropäischer Minimal-Electro-Musik und nahm bedeutenden Einfluss auf die Entwicklung nachfolgender Musikrichtungen wie New Beat, Techno und Goa-Trance.
EBM gewann insbesondere im Zuge der Post-Punk-, Post-Industrial- und New-Wave-Bewegung an Bedeutung und konnte in der zweiten Hälfte der 1980er-Jahre auch in Schweden, Japan, den Niederlanden, Kanada sowie einigen Regionen der Vereinigten Staaten Fuß fassen. Nach ihrem Zenit in den Jahren 1988 und 1989 – mit weitreichender Medienpräsenz – kehrte die Electronic Body Music Anfang der 1990er-Jahre zurück in den Untergrund, wo sie bis 1993 verblieb und anschließend verebbte.
Mit der wachsenden Popularität des Stils formierte sich ab etwa 1987 eine jugendkulturelle Szene, die nach der Jahrtausendwende in Teilen Europas, vorwiegend in Deutschland und Schweden, anlässlich eines musikalischen Aufschwungs ein Revival erlebte.

## Stilistische Merkmale

### Musik
Charakteristisch für EBM sind repetitive, dynamische Tonfolgen (Synth-Bass- und Lead-Sequenzen), die zuvor mithilfe eines Step-Sequenzers programmiert werden. Die tiefen, teils mehrspurigen Melodieschleifen fügen sich dabei in den Rhythmus so ein, dass das Musikstück tanzbar bleibt. Zur Modifizierung und Intensivierung des Klanges waren in der Frühzeit des Stils Gitarrenverstärker und diverse Effektgeräte in Gebrauch. Ab der Mitte der 1980er wurden die Basssequenzen vermehrt unter Zuhilfenahme digitaler Frequenzmodulation erzeugt (vgl. FM-Synthese).
Die schwerpunktmäßig an traditionellen Rockmustern angelehnten Rhythmusschemata fußen auf dem 4/4-Takt, wobei die Geschwindigkeit der jeweiligen Stücke zwischen 100 und 250 bpm liegen kann (vgl. Nitzer Ebb – Let Beauty Loose mit zirka 233 bpm). Das Spektrum perkussiver Grundformen reicht von einer einfachen, an Punk orientierten Rhythmusgestaltung (d. h. ein staccato-artiger Backbeat basierend auf Kickdrum und Snaredrum, mitunter erweitert um eine geschlossene oder offene Hi-Hat; vgl. Pouppée Fabrikk – Retrospect) bis hin zur synkopischen Ergänzung durch Geräuschkomponenten, wie Hammerschläge oder Lasershots (siehe Sampling bzw. Soundeffekte), die zusätzlich als Rhythmusträger eingesetzt werden können. Hierbei sind sowohl treibende, geradlinige als auch groove-lastige Stücke realisierbar. Die ‚implizierte Funkyness‘ diverser Kompositionen (vgl. Front 242 – Headhunter) resultiert zumeist aus der Nutzung voreingestellter Rhythmuspattern (Presets), die schon in den 1980er-Jahren standardmäßig in Drumcomputern programmiert waren und in unterschiedlichen, synthetisch generierten Musikrichtungen zur Anwendung kamen (z. B. Synth-Pop, Electro-Funk, Hip-Hop usw.).
Die Vocals werden klar und tief gesungen oder gesprochen, guttural gegrölt bzw. wie eine Militärparole gerufen (Shouting). Auch elektronisch verfremdeter Gesang kommt zum Einsatz, obgleich die Stimme nicht bis zur Unkenntlichkeit verzerrt wird, sondern die Klarheit der Gesangslinien zumeist erhalten bleibt. Häufig werden Verzögerungseffekte verwendet, die einzelne Worte und Satzfragmente echoartig nachhallen lassen. Weiblicher Gesang ist eher selten und ähnelt in erster Linie dem Sprechgesang oder Shouting des Mannes (vgl. Spartak – Pour le Grec). Vereinzelt wird der Vokalist von einer Zweitstimme unterstützt, die oft das Shouting übernimmt und dafür zuständig ist, „Textteile nochmals einzuwerfen, diese zu kommentieren oder kurze Aufforderungen und Instruktionen zu geben“ (vgl. And One – Second Voice).
Im Bewusstsein der Musikkritiker war EBM „die Weiterentwicklung aus den Ur-DAF’schen Strukturen, mit denen man richtige Songs schreiben kann.“
Viele Musiker beschränkten sich jedoch auf den Einsatz repetitiver Sequenzen und verbanden diese mit Rhythmus, Gesang und elektronisch generierten Effekten, durch deren Zusammenspiel sich ein minimalistisches, aber auch dichtes, komplexes Gesamtbild erzeugen lässt (vgl. Hula – Poison Club Mix).

„EBM-Bands verzichten auf Popsong-Strukturen, die Tracks beruhen auf einem absolut dominanten, repetitiven Beat, die Harmonik ist reduziert auf winzige Tonsprünge.“

Alternativ hierzu erweiterte ein Teil der Interpreten die genannten Basiselemente um melodische Synthesizerflächen, z. B. in Form einer Bridge oder – falls vorhanden – zur Untermalung des Refrains. Ebenso konnte der Rhythmus innerhalb eines Stückes mehrmals wechseln (vgl. DRP – Enkephalin).
Mit der weitflächigen Vermarktung preisgünstiger Instrumente wurde in der Mitte der 1980er das Sampling populär. Damit ist es beispielsweise möglich, Synthesizer und Drumcomputer durch unkonventionelles Schlagwerk („Percussion“) zu ergänzen. Die Sampling-Technik bietet die Möglichkeit, jedes real existierende Geräusch originalgetreu zu reproduzieren und klanglich zu verfremden. Besonders beliebt waren Samples wie das Schlagen auf Metall, Gegenstände im freien Fall, maschinenartige Geräusche, aber auch Ausschnitte aus Kriegs- und Science-Fiction-Filmen oder politischen Reden, die zu Beginn, am Ende oder im Mittelteil eines Liedes platziert werden. Der Gestaltung einer Komposition waren nun kaum noch Grenzen gesetzt.
Dennoch folgten etliche EBM-Produzenten einer „Low-Tech-Philosophie“, die einen aufwändigen Arbeitsprozess erforderlich machte.

„Der eigentliche Vorteil der ‚Low-Tech-Idee‘ ist, […] daß man mit preiswerteren und damit unkomfortableren Maschinen härter, ehrgeiziger arbeiten muß, um zu dem gleichen Ziel zu gelangen; daß man durch diesen intensiveren Arbeitsprozeß mit gesteigertem Bewußtsein und größerer Detailfreudigkeit ans Werk geht. Das führt dann dazu, daß man die als Allgemeingut fungierenden Werksklänge, wo es nur geht, meidet und stolz darauf ist, die Sounds selber erstellt zu haben.“

EBM ist oft durch aggressive Klangmuster gekennzeichnet und galt, damaligen Verhältnissen entsprechend, als kraftvoll und energiegeladen. Tanzbarkeit und die Darbietung ungekünstelter Härte standen stets im Vordergrund. Stilistische Unterschiede waren zumeist regional bedingt. Während deutsche, englische oder auch schwedische Projekte ihre Inspiration überwiegend aus der Minimal-Elektronik der frühen 1980er-Jahre (in diesem Fall Electro-Punk) zogen, orientierten belgische und nordamerikanische Musiker sich schwerpunktmäßig am britischen (Post-)Industrial. Dabei gab es Berührungspunkte mit dem Genre Electro-Industrial.

„Eine explosive Mischung, voller Kraft und Energie, die aber bei aller Härte und Mechanik bisweilen etwas die Sensibilität und Menschlichkeit vermissen läßt.“

Strukturell wird EBM als aufgeräumt, „sauber“ und klanglich nachvollziehbar beschrieben. Der Grundaufbau der Stücke und die verarbeiteten Komponenten (Perkussion, Sequenzen, Gesang) lassen sich mühelos aufschlüsseln. Dies ist u. a. auf den reduzierten Gebrauch von Distortion-Effekten, der systematischen Übereinanderschichtung der einzelnen Elemente und die in der elektronischen Musik angewandte Quantisierung (produktionstechnisches Hilfsmittel zur strukturellen Präzisierung) zurückzuführen.

### Inhalte
Eine einheitliche thematische Ausrichtung gab es in der EBM nicht. Zwar sind Gesellschafts- und Religionskritik, das globale Politik- und Kriegsgeschehen, technologische Bedrohungen sowie Ereignisse und Herausforderungen des täglichen Lebens Gegenstand unzähliger Texte, allerdings transportieren viele Stücke lediglich Inhalte, ohne dabei eine Aussage zu treffen. Im Rahmen politischer Provokationsformen knüpfte EBM damit z. B. an das Konzept der Industrial-Musik an.

„Das, was wir tun, ist eine Reflexion der Welt, wie sie in den Medien erscheint. Wir haben Fernsehnachrichten und Filme gesampelt und auf dem Weg über die Musik wieder an die Leute weitergegeben. Das ist nicht mit einer Message verbunden. Die Leute sollen nur Eindrücke aufnehmen, und dann sollen sie selbst was damit anfangen.“

Ein Alleinstellungsmerkmal bildete hingegen die Körperbetontheit vieler Stücke. Im Gegensatz zur House-Musik, die als rein funktionale Musik den Körper zum Tanzen animieren sollte („Move Your Body, Shake Your Body“), richtete EBM sich explizit an den Sportsgeist des Konsumenten: „Muskeln stählen im Rhythmus der Maschinen.“ Schweißgebadete Körper verrichten harte, aber notwendige Arbeit. Strapazen müssen bewältigt werden bis zur völligen Erschöpfung. In diesem Zusammenhang wird das Wort body in Texten und Titeln nahezu inflationär gebraucht (vgl. Nitzer Ebb – Let Your Body Learn). Eben jene Überbetonung des Körpers entwickelte sich zum Markenzeichen des Stils und fand ihren Ausdruck im Genrenamen EBM.

„Ich finde die Bezeichnung sehr passend für diese Art von Musik. Mich wundert nur, daß so viele Bands sich nun davon distanzieren. Ich kann verstehen, daß die Leute Angst davor haben, in eine bestimmte Schublade gesteckt zu werden, aber wenn ein Begriff passend ist, dann ist es dieser. Es ist eben einfach eine Musik, die für den Körper gemacht ist.“

Einzelne Stücke besitzen agitatorische Züge (vgl. Die Krupps – Volle Kraft voraus! und The Tanzdiele – Folgt den Führern!). Die Texte wurden dabei häufig im Imperativ verfasst.
Daneben finden sich eine Reihe von Nonsenstexten (vgl. Pankow – Das Wodkachaos) oder Anspielungen auf den im Punk (bzw. generell im Rock & Roll) vorherrschenden Leitspruch „Live Fast, Die Young“ (vgl. DAF – Verschwende Deine Jugend).

## Namensherkunft

### EBM
Die Bezeichnung Electronic Body Music wurde erstmals 1978 von Ralf Hütter in einem Interview mit dem US-amerikanischen Radiosender WSKU (Kent – Ohio) verwendet, um den tanzbaren Charakter des Kraftwerk-Albums Die Mensch-Maschine zu versinnbildlichen:

“[…] we have now composed some kind of ‚electronic body music‘, because electronic music, basically like Tangerine Dream, has been mainly connected with ‚brain music‘, where you sit back in your armchair and put on headphones, and fly off into space, some kind of cosmical consciousness type of music. Where we were always interested with Kraftwerk in including society and really environmental music, earth music, city music, and now we have done something which we call ‚electronic body music‘, where we can, we have invented some influence, where you can stimulate electronic sounds with the movements of your body, by moving up your arms and legs, and your whole body.”

Im Februar 1985 veröffentlichten Front 242 die Mini-LP No Comment auf dem bandeigenen Label Another Mask Music!. Auf der Rückseite der Innenhülle wurde die Zeile „Electronic Body Music composed and produced on eight tracks by Front 242“ vermerkt. Laut Daniel Bressanutti, einem Mitglied der Gruppe, war „Electronic Body Music“ eine Bezeichnung, die Front 242 erstmals 1982 mit der Labelgründung von Another Mask Music! nutzten:

„Als wir 1982 unser eigenes Label gründeten, nannten wir unsere Musik ‚Electronic Body Music‘. EBM war die Art von Musik, die Front 242 in den 1980er-Jahren produzierten.“

Bereits wenige Jahre zuvor umschrieb Gabi Delgado-López die tanzorientierten Kompositionen der Deutsch-Amerikanischen Freundschaft als „Körpermusik“ (body music), so zum Beispiel in einem Interview von 1981. 1983 griff auch die Presse die Bezeichnung auf und nutzte sie unter anderem im Zusammenhang mit López’ Soloalbum Mistress:

„Gabi Delgado-López, seines Zeichens Ex-Sänger der neudeutschen Formation DAF, versucht sich immer noch an der Realisierung von ‚Body Music‘. Alles tanzbar, rhythmisch kompakt, monoton, nette Arrangements.“

DAF gelten als wichtiger Einfluss auf die Musik von Front 242.

„Front 242, ein (leider) noch unbekanntes Quartett aus Belgien, überraschte mich vor allem durch die explosive Rohheit auf ihrer neuen LP (vgl. No Comment). […] die Band […] nennt ihre Musik ‚Body Music‘, eine sicherlich zutreffende Beschreibung ihres harschen Computerrhythmus'. Der Einfluß von DAF scheint bei Front 242 sehr groß gewesen zu sein, wenn man die Gesangparts mal außer acht läßt.“

Eine Etablierung erfuhr die Genrebezeichnung jedoch erst gegen Ende der 1980er-Jahre, hauptsächlich gefördert durch Compilations wie This Is Electronic Body Music, Forms of Electronic Body Music und World of Electronic Body Music. Bereits zu jener Zeit erfolgte primär aus vermarktungsstrategischen Motiven eine Ausweitung auf stilistisch unterschiedliche Musikproduktionen. SPV-Firmenbetreiber Manfred Schütz suchte nach einer Bezeichnung, um schwerpunktmäßig belgische Elektronik-Formationen für den deutschen Markt interessant zu machen:

„Es war 1986. Es ging darum, all die belgischen Elektronik-Bands zu pushen. Meine Idee war es schließlich, einen Sampler zu machen, für wenig Geld, mit viel Musik und mit fettem Booklet, für jede Band eine Seite. Was noch fehlte, war ein Name für den Sampler…“

Und dieser wurde bald darauf gefunden. Zwei Jahre später erschien die Compilation This Is Electronic Body Music in Zusammenarbeit mit der belgischen Plattenfirma Play It Again Sam. Das ebenfalls in Belgien beheimatete Label Antler Records (später Antler-Subway) führte dieses Konzept mit einer dreiteiligen Sampler-Reihe unter dem Namen World of Electronic Body Music beziehungsweise Another World – Electronic Body Music bis 1991 fort. Da es sich bei diesen Alben um Label-Compilations handelt, die nur ein begrenztes Spektrum einer Plattenfirma abdecken, und die stilistischen Gemeinsamkeiten der jeweiligen Künstler bei der Auswahl eine sekundäre Rolle einnahmen, können diese Veröffentlichungen nur zum Teil als repräsentativ für EBM gelten. So lassen sich einige der dargebotenen Bands, wie Parade Ground, Chris & Cosey und Snowy Red, in den Bereichen New Beat und Synth-Pop verorten.
Gelegentlich wird von der Bezeichnung Old School EBM Gebrauch gemacht, um den für das Genre typischen Minimalismus der 1980er von den musikstilistischen Ausprägungen der 1990er unterscheiden zu können, die sich zwar auf der Basis der EBM entwickelt hatten, klanglich und produktionstechnisch jedoch in eine davon abweichende Richtung steuerten (vgl. hierzu Elektro).

„Vor allem durch die Weiterentwicklung der technischen Geräte und die ständig wachsenden Möglichkeiten im Bereich Computertechnologie war es möglich, die Sounds facettenreicher, die Kompositionen komplexer und die Produktionen professioneller zu gestalten.“

Obgleich das Old-School-Verständnis seit 1991 (u. a. im Zusammenhang mit der schwedischen Band Pouppée Fabrikk und der US-amerikanischen Formation Schnitt Acht) existiert, gelangte die Bezeichnung erst in der Mitte der 1990er-Jahre in Umlauf. Ab 1997 für die neo-traditionalistischen Klänge von Ionic Vision genutzt, tauchte sie im neuen Jahrtausend regelmäßig in den Zeitschriften der Alternative-Szene auf.

### Aggrepo
Ab 1988 etablierte sich für Electronic Body Music allmählich das Akronym. Die von Andreas Tomalla (Talla 2XLC) kreierte Zweitbezeichnung Aggrepo, die sowohl auf den musikalischen Aspekt („Aggro-Pop“, d. h. „Aggressive Popmusik“) als auch auf dessen positive Wirkung („aggressiv – positiv“) Bezug nimmt und seit 1987 für Künstler wie à;GRUMH…, The Invincible Spirit, Front 242, Bigod 20, The Klinik, Vomito Negro, Insekt, Tribantura, Pankow und Armageddon Dildos verwendet wurde, konnte sich zeitüberdauernd nicht durchsetzen. Das Silbenkurzwort war zunächst als deskriptiver Namenszusatz an Tomallas Plattenfirma Techno Drome International gekoppelt (T.D.I./Aggrepo), ging später an dessen Folgelabel Zoth Ommog über und verschwand zu Beginn der 1990er-Jahre aus dem kulturellen Sprachgebrauch. Unter dem Projektnamen Pluuto produzierte Talla 2XLC im Januar 1988 mit zwei weiteren Mitstreitern die Maxi Isn’t it Crazy?, eine Hommage des Sound of Frankfurt an die aufstrebende EBM-Bewegung, teils mit kompositorischen Versatzstücken von The Normal, The Klinik und Nitzer Ebb. Eine Widmung auf der Rückseite der Plattenhülle gibt zugleich Aufschluss über das Spektrum der mit EBM assoziierten Bands:

“This is the official Aggrepo hymn! We like to dedicate this song to: Front 242, Nitzer Ebb, The Klinik, à;GRUMH, The Normal, Skinny Puppy, Kraftwerk, Keine Ahnung (Listen to their records!), and all the other Aggrepo bands on earth.”

Im Sommer 1989 erläuterten Gabi Delgado-López und Saba Komossa (alias „Future Perfect“) das Aggrepo-Konzept in der Musiksendung Tanz House auf Tele 5 (vgl. Sato Agrepo).
Weitere Stilnamen sind Front Music, Sequencer-Hardcore, Body-Techno und Independent Dancefloor.

## Geschichte

### Stilentwicklung (1981–1985)
Die Electronic Body Music hat ihren Ursprung im Europa der frühen 1980er-Jahre. Dabei gelten in erster Linie Deutschland und Belgien als Keimzellen der Bewegung; als Begründer der EBM werden meist DAF und Front 242 genannt. Sowohl Fans als auch Teile der Musikpresse sehen in der belgischen Band Front 242 die erste EBM-Formation und markieren den Beginn der EBM-Bewegung mit dem 1981 veröffentlichten Titel Body to Body. Parallel wurde dieser Status den Vorreitern Deutsch-Amerikanische Freundschaft, kurz DAF, zuteil, die im selben Jahr mit Stücken wie Alle gegen alle, Der Mussolini und Verschwende deine Jugend einige Klassiker des Genres schufen und dem Œuvre Front 242s wesentliche Impulse boten. Als der Musikjournalist Dirk Scheuring im Dezember 1981 die Single Body to Body für die Zeitschrift Spex rezensierte, bezeichnete dieser das Stück als „belgischen Beitrag zum modernen Minimalistentanz“. Scheuring legte dabei den Fokus unmittelbar auf den Einsatz der Bass-Sequenzen und bemerkte abschließend, wie „schnell aus Ideen Konventionen werden“ – ein Verweis darauf, wie zeitnah Klangkomponenten eines neuartigen Musikstils länderübergreifend eine Weiterentwicklung erfahren.
Insbesondere deutsche Künstler aus dem NDW- und Electro-Punk-Umfeld, wie Liaisons Dangereuses (Être assis ou danser; CH/BB: Ima Iki-mashō), Die Krupps (Volle Kraft voraus!, Für einen Augenblick, Wahre Arbeit, wahrer Lohn), Tommi Stumpff (Crêve petit con, Helden sterben nie allein), The Tanzdiele (Folgt den Führern!, Strandgut, Hatz for the Schatz), X-Quadrat (Kauf Dir die Freiheit) sowie die zuvor erwähnten DAF, übten in der Entwicklungsphase des Stils bedeutenden Einfluss aus. Sowohl der klangliche und produktionstechnische Charakter vieler Stücke als auch der thematische Schwerpunkt auf Kraft und Körperlichkeit wurden von einer Vielzahl nachkommender Bands aufgegriffen und bildeten zunächst bis Anfang der 1990er-Jahre die Grundlage der Electronic Body Music. Nitzer Ebb, neben Front 242 eine der Leitfiguren der europäischen EBM-Bewegung, orientierten sich an den minimalistischen und tanzbaren Liedstrukturen von DAF, erweiterten diese um kraftvollere Arrangements und entlehnten nahezu 1:1 das künstlerische Konzept der Band.

„[…] es (kann) eigentlich nur DAF sein, was da aus den [Platten-]Rillen heraus die Hacken zusammenknallt. Doch was da marschiert, ist Nitzer Ebb. […] Musikalisch bleibt Nitzer Ebb stets linientreu. Assoziationen von langen Ledermänteln und -stiefeln und von Muskel-Shirts, die, zumindest bei effektvoll verschränkten Armen, sechs Bizepse an drei Rümpfen breitquetschen. Es klingt nach Schweiß, Geschlechtsverkehr und Zwangsarbeit.“

In der Musik von Front 242, die mit Titeln wie U-Men ähnliche Wege beschritten, standen die DAF-Sequenzen hingegen von Beginn an äquivalent neben den Einflüssen durch Künstler aus dem Industrial-Umfeld (Cabaret Voltaire, Throbbing Gristle). Darüber hinaus zählen die avantgardistischen Werke der deutschen Formation Kraftwerk sowie der Krautrock von Gruppen wie Can und Neu! zu den Inspirationsquellen, obgleich der klangliche Einfluss auf die Stilentwicklung nur hintergründig zur Geltung kommt. Die Entstehung der EBM entspricht jedoch im Wesentlichen jener der Berliner Schule um Interpreten wie Tangerine Dream und Klaus Schulze. Ehemalige Rockbands (die EBM betreffend meistens aus der Post-Punk-Peripherie) bauten akzentuierte Sequenzerschleifen in ihre Stücke ein und verzichteten stufenweise auf herkömmliches Instrumentarium wie Gitarre und Bass. DAF beispielsweise, die 1979 noch als Quintett spielten, schrumpften so zum Duo.
1982 hatten die Initiatoren der Bewegung, darunter DAF, Liaisons Dangereuses und Duotronic Synterror, ein Projekt des Musikers Andi Arroganti (Chronique Scandaleuse), sich weitgehend aufgelöst. Nur wenige Platten, wie die von Konrad Plank produzierte Single Contergan Punk von Tommi Stumpff oder das selbstbetitelte Debüt des Wörther Quartetts Keine Ahnung (vgl. Sentimentale Jugend), fanden den Weg über den Ladentisch.

„Was vor Jahren DAF mit dem ‚Mussolini‘ bewirkten, was den Krupps durch ‚Wahre Arbeit‘ den wahren Lohn einspielte, das bringt ‚Plastik‘ heute als kulturelles Gut. Auf ‚Sentimentale Jugend‘ zeigt die Band sich von ihrer puren Ungeschliffenheit, ein klassisches Stück Hardcore-Elektronik.“

In England veröffentlichten Portion Control die Maxis Hit the Pulse und Raise the Pulse (beide 1983), mit denen sie sich von den sperrigen Strukturen ihrer Frühwerke lösten. Cabaret Voltaire wandten sich derweil von der Industrial-Bewegung ab und machten zum Aufbau ihrer Stücke erstmals Gebrauch von elektronisch generierten Basssequenzen, die primär auf den Singles Just Fascination (1983) und Drinking Gasoline (1985) zum Tragen kommen. Richard H. Kirk bekundete später seine Sympathie für die Musik von DAF.
Nitzer Ebb präsentierten ihre Singles Isn’t it Funny How Your Body Works? (1984) und Warsaw Ghetto (1985), gefolgt von Ben Watkins’ Projekten The Flowerpot Men (Jo’s So Mean To Josephine, 1984) und The M.T. Quarter (Glass Finger. 1985) in Kooperation mit dem Killing-Joke-Bassisten Martin Glover, sowie den Italienern ПАНКОВ mit God’s Deneuve (1984) und einer weiteren Maxi von Tommi Stumpff (Seltsames Glück, 1985), an der erneut Konrad Plank als Produzent mitwirkte.

„Unter der Fuchtel von Conny Plank entstand eine heftige Psychopathen-Nummer. Was DAF nicht wagten, übernimmt Tommi Stumpff. Unbeirrbar Tempo-Terror.“

Front 242 brachten unterdessen das Mini-Album No Comment sowie die Singles No Shuffle und Politics of Pressure auf den Markt. Stücke wie Funkhadafi, Body to Body (’85 Retake), Don’t Crash und Lovely Day wurden zu Club-Hits und machten die Band einem breiteren Publikum bekannt.
Andere, mit dem Stil assoziierte Gruppen waren Attrition (Shrinkwrap, 1985), Click Click (Sweet Stuff, 1985) und Hula mit der 1986 von Daniel Miller produzierten Single Poison (Club Mix). Damit hatte EBM sich in England in der Mitte der 1980er-Jahre stellenweise etabliert. Etwa zur selben Zeit bildete sich in Belgien eine Untergrundszene heraus, mit Künstlern wie The Klinik, Signal Août 42, Vomito Negro, Liquid G., Typis Belgis, 7 A Nou, Schicksal, Braindamage und Emotional Violence. Viele dieser Bands, wie Portion Control, The Klinik und Signal Août 42, hatten einen avantgardistisch-experimentellen Hintergrund und waren in den Bereichen Minimal-Elektronik und Post-Industrial beheimatet, ehe sie einen tanzbareren Pfad in Richtung EBM einschlugen.
Demgemäß festigte die Electronic Body Music sich in Europa in einem dicht besiedelten, deutlich durch Industrie geprägten Großraum, der annähernd Roger Brunets Raumordnungsmodell (die so genannte „Blaue Banane“) entspricht. Hierzu zählen England (Sheffield, Coventry, Manchester, London), Belgien (Brüssel, Gent), Deutschland (Düsseldorf, Frankfurt am Main), die Schweiz (Zürich, Basel) oder auch Norditalien (Florenz).

### Auftrieb und Blütezeit (1986–1992)

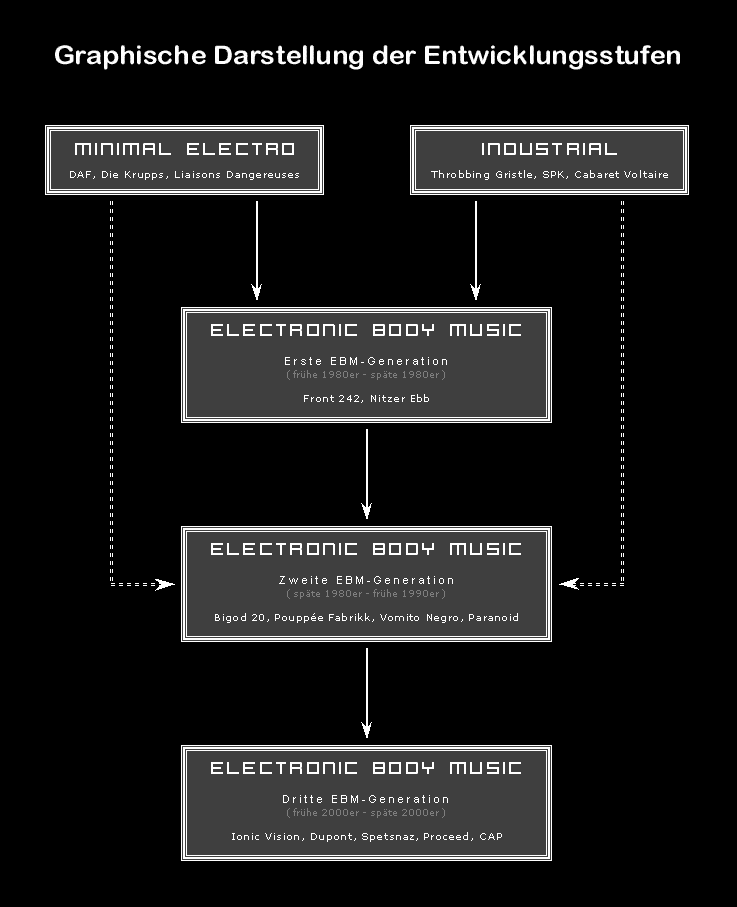
Darstellung der Entwicklungsstufen (die gestrichelten Pfeile weisen auf eine partielle Beeinflussung hin).

Während Synth-Pop, Italo Disco und Hi-NRG die Charts beherrschten, blieb EBM bis 1986 zunächst eine Randerscheinung ohne Zielpublikum.
In Belgien traten allmählich Acts wie The Klinik (Pain and Pleasure), Signal Août 42 (Pleasure and Crime), à;GRUMH… (No Way Out), The Neon Judgement (Awful Day), The Weathermen (This Is the Third Communique) und A Split-Second (Flesh) in das Rampenlicht. In Deutschland beschäftigten sich Produzenten wie Harald Blüchel (vgl. Chanson Deux) mit dem Stil, jedoch ohne großen Erfolg. Einzig The Invincible Limits Push! konnte sich 1986 als Hit behaupten. Die Single verkaufte sich bis Mitte 1987 rund 12.000-mal und führte überdies zur Gründung des Frankfurter Plattenlabels Techno Drome International, das mit dem darauffolgenden Werk Current News (nun unter dem Namen The Invincible Spirit) die Aggrepo-Produktreihe startete.
Simultan dazu tourten die Australier Severed Heads (zusammen mit à;GRUMH… und Skinny Puppy) beidseitig des Atlantiks und orientierten sich an den europäischen EBM-Produktionen jener Zeit (Twenty Deadly Diseases, 1986).
Nitzer Ebb perfektionierten derweil ihren aggressiven Minimalismus auf den Singles Let Your Body Learn und Murderous, die den Briten zu einem Vertrag mit Mute Records verhalfen, und veröffentlichten im Folgejahr mit That Total Age eines der einflussreichsten Alben des Genres. Front 242 schafften indes den Sprung mit Official Version und der Auskopplung Masterhit und gingen im Herbst 1987 als Vorgruppe von Depeche Mode auf Tour. Mute-Records-Betreiber Daniel Miller verpflichtete nun auch Nitzer Ebb zu einer Europa-Tournee mit Depeche Mode, die sie im Februar 1988 antraten. Mithilfe zahlreicher Konzerte und ausgedehnter Medienpräsenz führten sowohl Front 242 als auch Nitzer Ebb die Electronic Body Music zu breiter Anerkennung.
Mit zunehmender Popularität des Stils fanden unzählige Werke von Künstlern aus Deutschland, Belgien, den Niederlanden, Schweden, England sowie Japan den Weg in die Clubs. Die stilistische Prägung durch Acts wie DAF, Die Krupps, Front 242 und Nitzer Ebb kam hierbei besonders stark zum Ausdruck, da etliche Gruppen die Klangideen der Initiatoren aufgriffen und kompositorisch verarbeiteten.

„Beim Vergleich mit anderen Gruppen der internationalen Elektronik-Szene verschwinden die Nationalitäten. Es tauchen Lokalitäten auf, die sich nur noch im Detail unterscheiden: Vancouver, Brüssel, Frankfurt, Stockholm.“

Im Zuge dessen wurde bereits in den 1980ern die Internationalität des Stils erkannt und in der Presse thematisiert. Eine Erklärung dafür, dass die EBM trotz ihrer Wurzeln und Verbreitung als belgischer ‚Exportschlager‘ gehandelt wurde, lieferte der ehemalige Musiker und Journalist Frank Grotelüschen:

„Daß das (seit jeher) internationale Phänomen ‚EBM‘ gerne auch als ‚Belgien-Beat‘ bezeichnet wird, dürfte im Wesentlichen einer Band zu verdanken sein: Als erstes tauchten sie im kollektiven Bewußtsein der stets nach ‚dem Neuen‘ suchenden Musikinteressengemeinschaft auf, ermöglicht durch ein kompaktes, griffig-militantes Erscheinungsbild, ermöglicht durch ähnlich symbolisierte, trocken-brutale Computermusik. Front 242 gelten seitdem als die typischen EBM-Exponenten, scheinen zuweilen sogar dafür verantwortlich gemacht zu werden, was ihnen aber wenigstens die besten Plattenverkäufe des gesamten Metiers garantiert.“

In Belgien erschienen fortwährend neue Produktionen von Signal Août 42, Vomito Negro, Insekt, The Klinik und Newcomern wie What’s. Standen zu Beginn der Dekade die meisten Elektronikprojekte – oft bedingt durch die Sprachbarriere zwischen dem flämischen und dem wallonisch-frankophonen Teil Belgiens – kaum in Kontakt zueinander, so scharten Unternehmen wie Antler-Subway, KK Records, PIAS und Body Records wenige Jahre später eine lebhafte Szene um sich. Compilations wie Music from Belgium, mit Acts wie Typis Belgis und E!Truncheon, zählen zu den wichtigsten Tondokumenten jener Zeit. Im Nachbarstaat Niederlande machten unterdessen The Force Dimension und Fatal Morgana von sich Reden.
Etwa gleichzeitig wuchs in Deutschland eine neue Generation von EBM-Bands heran, nachdem dort die Nutzung kraftvoller Basssequenzen (nicht zuletzt infolge negativer Resonanz seitens der Lokalpresse) jahrelang kaum weiterverfolgt wurde. Zu den szenekonstituierenden Interpreten zählten Bigod 20, Tribantura, Aircrash Bureau, Armageddon Dildos, VF Decoder, Paranoid, Sonic System, And One, Scarecrow und Orange Sector sowie im Tape-Milieu agierende Künstler wie Entre Deux Guerres, Dilemma und Everything & Sincerity. Für Protagonisten wie Tommi Stumpff und Die Krupps, die seit etwa Mitte der 1980er-Jahre keine Tonträger mehr veröffentlicht hatten, markierte dieser Aufschwung einen erfolgreichen Neubeginn. Besonders Tommi Stumpffs 1989er Album Ultra wurde in den Medien positiv aufgenommen. In der Schweiz fand der Stil mit Künstlern wie Séance, I Scream, Next Generation, Spartak, Deo Cadaver und Panic on the Titanic schnell Nachahmer. Das ehemalige Yello-Mitglied Carlos Perón wandte sich mit dem Werk Impersonator II der EBM-Szene zu, driftete anschließend jedoch in andere musikalische Bereiche ab.
Schwedens Szene konnte ab 1987 vor allem durch das im New-Life-Umfeld hervorgegangene Label Front Music Production auf sich aufmerksam machen. Neben Energy und Electronic Beat Association bildete es die Basis für Energy Rekords, eine der wichtigsten Plattenfirmen für elektronische Musik in den 1990er-Jahren. Labels wie Evil Eye Productions konzentrierten sich hingegen vorwiegend auf Kassettenveröffentlichungen. Zusammen mit Pouppée Fabrikk, Scapa Flow, Sheweird, Asfalt, Delusive Smiles, 3 Miles from Here, Presto Fervant, Arvid Tuba, Herr Capitan (später Namensänderung in Cultivated Bimbo) und Thorbjörn Synthetic zählten Inside Treatment und Cat Rapes Dog zu den führenden Interpreten des Stils.
Eine Neuerung stellte dabei die Nutzung des Gesangs dar. War bei deutschen, belgischen und englischen Bands zuvor das Shouting weit verbreitet, so steigerten Pouppée Fabrikk, Scapa Flow, Inside Treatment und Cat Rapes Dog die Härte durch den Einsatz von Growling. Texte wurden nicht nur, wie üblich, parolenartig gerufen, sondern guttural gebrüllt (‚Booze Voice‘), eine schwedische Eigenheit, die sich Jahre später internationaler Beliebtheit erfreute. Im November 1992 berichtete MTV in der Sendung 120 Minutes, moderiert von Paul King, live aus dem ‚Pet Sounds Records‘-Store in Stockholm und gewährte einen Einblick in die regionale Musikszene.

„Inside Treatment, Cultivated Bimbo, […] Pouppée Fabrikk und Cat Rapes Dog. […] Schweden scheint nun endgültig Belgien im Bereich EBM abgelöst zu haben.“

England brachte derweil Acts wie Ganzheit, Johnson Engineering Co., Federal State, AAAK (As Able As Kain), Mighty Force, Shock Corridor, Television Overdose und Electro Assassin hervor, die zwar vom Erfolg Nitzer Ebbs profitierten und speziell in Insiderkreisen einige Bekanntheit erlangten, im weiteren Entwicklungsverlauf ab Anfang der 1990er allerdings nur noch eine untergeordnete Rolle einnahmen.
Obwohl die Künstlerin Hiromi Moritani alias Phew möglicherweise der erste (weibliche) Musiker in Japan war, der mit EBM in Berührung kam – Resultat war eine Kooperation mit Konrad Plank in dessen Studio in Wolperath bei Köln, die 1981 in dem Klassiker Signal mündete – gelten insbesondere Adbaloons, 2nd Communication, DRP und Soft Ballet (letztere mit einer eigenwilligen Mischung aus EBM und Dance-Pop) als früheste japanische Vertreter. Der europäischen Szene entsprechend hatte EBM in Japan ihren produktiven Höhepunkt zwischen 1987 und 1991 mit den Zentren Tokio und Sapporo. Die meisten der Musiker wandten sich später dem Techno-/Electronica-Umfeld zu.
Innerhalb dieser Zeitspanne kam es vermehrt zu Überschneidungen mit anderen Stilarten (vgl. Zuordnungsproblematik). So veröffentlichte 1987 zum Beispiel das Projekt Central Unit die Single Computer Music, auf der eine Verschmelzung aus EBM und Electro Funk zu hören war. Diese Melange griff das britische Duo Electro Assassin auf dem 1992er Album Jamming the Voice of the Universe erneut auf (vgl. Infect und Reinfect).

### Niedergang (1993–1994)
1991 wurde seitens der Presse der Niedergang des Stils prognostiziert. Sowohl etablierte Musikzeitschriften wie Spex als auch Untergrundgazetten wie Limited Edition ließen verlauten, es kündige sich bereits „die Rezession des Musikgenres an, dem Front 242 Gestalt und Titel gaben.“ Während bis 1992 europaweit noch zahlreiche Alben erschienen, stagnierte im Folgejahr die Veröffentlichungsflut zusehends. Im Frühsommer 1992 zählte das Wave-Magazin Glasnost lediglich noch drei Bands belgischer Prägung:

„Neben ihren Dorfnachbarn Vomito Negro und den außer Konkurrenz stehenden Front 242 sind Insekt die letzten Überlebenden der belgischen EBM-Generation.“

Namhafte Plattenfirmen wie Animalized, Antler-Subway, Body Records, Parade Amoureuse und Techno Drome International stellten ihre Aktivitäten ein oder widmeten sich gänzlich neuen Musiksparten. Zoth Ommog und KK Records, die wenige Zeit später mit denselben Problemen konfrontiert wurden, entschieden sich zunächst gegen die Einstellung ihrer Label-Arbeiten. Beide blieben mit jeweils unterschiedlicher musikalischer Neuausrichtung bis ins Jahr 2000 aktiv.
Ein weiteres Problem stellte die herannahende Techno-Bewegung dar, die den rasanten Niedergang zusätzlich begünstigte. EBM galt seinerzeit als Relikt der 1980er-Jahre und mit der Auflösung des Ostblocks, des Warschauer Pakts und dem Ende des Kalten Krieges als nicht mehr zeitgemäß. Das folgende Jahrzehnt wurde von der ‚Raving Society‘ dominiert, der die martialische Beschaffenheit des Genres befremdend erschien. Mit seiner „Love, Peace & Unity“-Maxime kulturell mehrheitlich in der Disco- und House-Musik verwurzelt, hatte Techno einen erheblich geringeren Anspruch, „existenzielle Aussagen über das Leben der Menschen und das Wesen der Welt“ zu machen – zumindest „nicht so vordergründig“, wie es bei EBM der Fall war. Die von Hedonismus und Postmaterialismus geprägten Gesellschaftskonzepte der House- und Techno-Bewegung nahmen innerhalb der EBM-Szene indes keine nennenswerte Rolle ein und stellten primär einen Gegensatz dar (so war der Begriff der Arbeit in EBM-Kreisen noch positiv mit Assoziationen wie Zielstrebigkeit, Leistung und Erfolg verknüpft).

„In den militärisch treibenden Rhythmen von Nitzer Ebb oder den Synthesizer-Flächen von Front 242 spiegelte sich die Zeit. Diese Musik klang so kalt und schnell wie die Gegenwart sich anfühlte.“

Zwar gelangten vor allem in Deutschland auch weiterhin vereinzelt EBM-Produktionen auf den Markt (vgl. Tyske Ludder und Mastertune), doch sei die „massive Nachfrage wie zu Beginn des Jahrzehnts längst nicht mehr vorhanden“.
Nachdem sie etwa 1993 vorerst das Feld geräumt hatte, ebnete die EBM den Pfad für Spielarten wie Dark Electro und Electro-Industrial und legte somit den Grundstein für die Elektro-Szene der 1990er-Jahre. Der enorme Stilwandel führender Künstler wie Front 242 und Nitzer Ebb, der sich vielfach durch den Einsatz von rockmusik-typischen Gitarren, Metal-Riffs und Breakbeat-Elementen äußerte, signalisierte zugleich das Ende für den Kern der EBM-Kultur.

„Nein. Keine EBM mehr. Wir hassen es wirklich, nur noch in eine Schublade gesteckt zu werden. Wir wollen ausbrechen aus dem Bild, das die Leute von uns haben. Das war schon seit »Tyranny for You« so, und nun haben wir es endlich verwirklicht.“

In den Musikmedien wurden derartige Neuerungen als missglückter Versuch gewertet, die Grenzen des Genres zu sprengen und EBM für die 1990er zu transformieren. Doch viel zu oft seien „die eifrigsten Helfer mehr Totengräber als Hebammen.“
Trotz des Bestehens von mehr als eines Jahrzehnts blieb die Electronic Body Music von jeglicher kommerzieller Ausschlachtung verschont. Bereits Mitte der Dekade war EBM nur noch Insidern ein Begriff. Im Rahmen einer zwischen 1993 und 1995 von Klaus-Ernst Behne jährlich durchgeführten Befragung bezüglich musikalischer Präferenzen im Jugendalter zeichnete der nunmehr geringe Bekanntheitsgrad des Stils sich ab:

„Die meisten Jugendlichen haben klare Vorstellungen, welche Musik mit Rap oder Heavy Metal gemeint ist. Ska oder Electronic Body Music sind hingegen nur Spezialisten bekannt.“

### Deutsch-Schwedische Freundschaft
Angeregt durch Spät-1990er Epigonen wie Ionic Vision zeigten sich nach der Jahrtausendwende Revitalisierungsversuche durch Künstler wie Dupont, Spetsnaz, Proceed, Sturm Café, Menticide (Volt), Sequenz-E und Void Kampf mit hauptsächlich innerdeutschem Erfolg. Die überwiegend aus Schweden und Mitteldeutschland stammenden Projekte, zwischen denen ein aktiver und direkter Austausch stattfindet, repräsentieren damit den Status der dritten EBM-Generation.

## Proto-EBM

### Frühe Ansätze
Bereits Ende der 1970er-Jahre, noch vor der Entstehung der EBM, gab es vereinzelt Tracks, die wesentliche Merkmale des Stils vorwegnahmen, z. B. Warm Leatherette von The Normal (1978) und Light My Fire von Moebius (ein The-Doors-Cover von 1979, das mit Minimoog-Sequenzen aufwartet). Bedeutend waren in diesem Kontext auch Akteure der Krautrock-Szene, bspw. der deutsche Toningenieur Robert Wedel (Popol Vuh), dessen Sequenzerprogrammierung in Stücken wie I Feel Love und Utopia (beide 1977; vgl. Giorgio Moroder) neue Impulse im Bereich der elektronischen Klangerzeugung freisetzte. Dazu verwendete er den modularen Synthesizer Moog 3p von Eberhard Schoener. Wedel war dabei einer der ersten, die sich mithilfe der integrierten Steuerimpulstechnik des Modular-Systems die Möglichkeiten der Multitrack-Synchronisation zunutze machten („Clicktrack“). 1978 beschäftigten die Produzenten Baumann/Koek sich auf ihrem gleichnamigen Album mit der Ausarbeitung rhythmusbetonter Sequenzerschleifen. Hin und wieder wird den minimalistisch arrangierten Kompositionen von Suicide eine klangliche Vorreiterrolle zugesprochen. Laut Martin Rev verwendete die Gruppe allerdings ausdrücklich keine Sequenzer zur Erzeugung ihrer Musik.
Der Ursprung der markanten Basssequenzen wird gelegentlich in der Musikliteratur thematisiert. Im Fokus stehen dabei vor allem Robert Görl (Deutsch-Amerikanische Freundschaft) und Chrislo Haas (Liaisons Dangereuses), die als Erfinder der treibenden Basslinien gelten. Jedoch gab es den Einsatz von Basssequenzen in vergleichbarer Weise bereits auf der Single Kohoutek von Kraftwerk, die von Konrad ‚Conny‘ Plank produziert und im Dezember 1973 auf den Markt gebracht wurde. Plank, der auch Baumann/Koek abmischte, arbeitete in seiner Laufbahn mit einer Reihe von EBM-Protagonisten zusammen, so z. B. DAF, Liaisons Dangereuses, Tommi Stumpff und VF Decoder, und nahm erheblichen Einfluss auf das Klangbild ihrer Werke. Die Basssequenzen der Electronic Body Music wären insofern eine direkte Folge von Planks Produktionsstil aus der Experimentalphase des Krautrock. Plank verfolgte einen von ihm als „Organic Electronics“ bezeichneten musikalischen Ansatz, den er mit Kraftwerk angesichts konzeptioneller Differenzen nicht mehr verwirklichen konnte.

### Verwendung
Anwendung findet die Bezeichnung Proto-EBM primär für deutsche Bands, die bis 1982 Musik im Stil der EBM produzierten, in der öffentlichen Wahrnehmung jedoch häufig der Minimal-Elektronik zugerechnet werden. Hierbei handelt es sich speziell um Künstler der Neuen Deutschen Welle, wie DAF, Liaisons Dangereuses, Die Krupps, The Tanzdiele, Duotronic Synterror, X-Quadrat, Aloa (Deutsche Begegnung) oder Kurt Dahlkes Pyrolator (Mein Hund).

„Der Song »Warm Leatherette« (The Normal, 1978) steht am Anfang der für EBM konstitutiven Entwicklung, welche zunächst den musikalisch und ästhetisch radikalen DIY-Ansatz des Punk mit elektronischen Klängen kombinierte. Dies wurde dann unter anderem von Bands wie etwa DAF, Die Krupps und Liaisons Dangereuses aus Düsseldorf fortgeführt, deren Musik aus heutiger Sicht teilweise als Proto-EBM bezeichnet werden kann.“

Für Ralf Dörper (Die Krupps, Propaganda) war Warm Leatherette die Hauptinspiration und der Startschuss seiner eigenen musikalischen Karriere.

### Stilrezeption
Eine der ältesten Stilanalysen lieferte der Spex-Journalist Olaf Karnik im November 1981. Ihn fasziniere die „Verstrickung von Rhythmusmaschine und baßlaufartigen, meist gegeneinander laufenden Sequenzermelodien“. Diese Methode sei aber „mittlerweile schon typisch für nach DAF'schem Prinzip arbeitende Gruppen“.
Spex-Mitstreiter Dirk Scheuring fügte im Juli 1982 an:

„Ein weiteres nachprüfbar zuschauer- und medienwirksames Mittel ist die Plünderung des doch recht kargen DAF-Arsenals, musikalisch durch die Benutzung von Sequenzern und strammen Rhythmen, textlich durch die ständige Beschwörung von »Kraft« und ähnlichem im befehlenden Tonfall. Die Krupps taten sich auf diesem Gebiet besonders hervor.“

Positiv bewertete Scheuring Krishna Goineau, den Sänger der Liaisons Dangereuses. Dessen Stimme mache deutlich, dass unter dem Puls der „Sequenzer-Motorik etwas Lebendiges, Bewegliches, Gefühlvolles“ stecke.
Allerdings glaubten nur wenige, dass der Stil auf Dauer bestehen könne. Schon wenige Monate zuvor wurde der Niedergang dieser „frühen Welle“ präzise vorausgesagt:

„Der Synthie wird wohl weiterhin stark eingesetzt werden, aber Sequencer-Gedudel à la D.A.F. ist abgemeldet. Die deutschen Gruppen, die gegenwärtig auftreten, sind nicht generell schlechter geworden, aber das Publikum ist etwas überfüttert.“

## EBM in Nordamerika

### Verbreitung
An der Ostküste der Vereinigten Staaten wurde die EBM bereits in den frühen 1980er-Jahren vereinzelt als Teil der lokalen Post-Punk-Szene akzeptiert. So zeigten beispielsweise in Philadelphia ansässige Post-Punk-Gruppen, wie die von DAF und Suicide beeinflussten Bunnydrums (vgl. Win, 1981, und Sleeping, 1983) und die Executive Slacks (Executive Slacks, 1983), deren Alben über das niederländische Label Red Music in Europa vertrieben wurden, sich deutlich von der European Body Music inspiriert. Beide Bands tourten 1984 gemeinsam durch Belgien, u. a. Brüssel. Dessen unangeachtet hatte EBM in Nordamerika nur mäßigen Erfolg und konnte sich erst Ende der 1980er mit der Popularität von Bands wie Front 242 und Nitzer Ebb etablieren.

„Die amerikanischen Kids, die ca. 15–18 Jahre alt sind, stehen auf Heavy Metal und Hardcore, weil sie damit den ganzen Tag vollgestopft werden. Diejenigen, die etwas informierter sind, interessieren sich vielleicht für Metal-Crossover-Sachen, wie Ministry, die Cocks usw. Mit dem reinen Electrostoff können die Amis sich wenig identifizieren. Gitarren sind das Wichtigste in Amerika. Jeder will Rockstar sein. Mit einer Gitarre kann man viel besser rumposen als mit einem Computer. […] Sieh Dir die belgische und deutsche Electroszene an. Die sitzen meist unter Neonlicht im Keller und programmieren ihre Computer. Die meisten Projekte bestehen aus ein oder zwei Personen. Hinter vielen Gruppen steht eine tieftraurige Industrial-Ideologie. In Amerika ist das anders.“

Eine Vielzahl nordamerikanischer Bands, wie Front Line Assembly, Numb und Skinny Puppy, zählte (sich) nicht zur Electronic Body Music, da EBM als Bezeichnung für einen Musikstil weder in Kanada noch in den Vereinigten Staaten geläufig war. Für die Musik dieser Projekte wurde in den 1980er- und frühen 1990er-Jahren die Sammelbezeichnung Industrial Dance gebraucht. Trotz europäischer Einflüsse (DAF, Portion Control, Liaisons Dangereuses) steuerten etliche dieser Interpreten in eine abweichende, später zunehmend komplexere und rock-orientierte Richtung (vgl. Skinny Puppy), sodass nur wenige von ihnen, wie Noise Unit, Batz Without Flesh, Data-Bank-A (Dominion, Compound), Manufacture, Lead Into Gold, Contagion und Schnitt Acht, den für die EBM typischen Merkmalen entsprachen.

### Verkaufskonzessionen
Für die Veröffentlichungen von Front 242 auf dem US-amerikanischen Markt konnte 1984 das Musiklabel Wax Trax! Records in Chicago als Lizenzpartner gewonnen werden. Al Jourgensen (Ministry), ehemals Teilinhaber des Labels, suchte nach einem Support-Act und holte die Belgier für die anstehende Ministry-Tour in die Staaten. Beide Bands entschlossen sich daraufhin zur Zusammenarbeit und gründeten das Gemeinschaftsprojekt Revolting Cocks, das infolge musikalischer Differenzen von den Ministry-Mitgliedern jedoch bald im Alleingang geführt wurde. Richard Jonckheere (alias Richard 23, Front 242) verließ die Band im Jahre 1986, da er den verstärkten Einsatz harter Rock- und Metal-Gitarren als rückschrittlich betrachtete.
Im selben Jahr wurde die kanadische Plattenfirma Nettwerk Productions auf Front 242 aufmerksam. Mit reichlich Verspätung erschienen hier Interception, Masterhit, Official Version sowie das bis dato erfolgreichste Werk Front by Front. Um die Alben von Nitzer Ebb kümmerten sich ab 1987 Geffen Records. Auf diesem Label erschien im Mai 1989 auch deren Kooperation mit Die Krupps: The Machineries of Joy.

„Die besondere Hochschätzung von DAF und Konsorten ist ein fester Bestandteil jedes stählernen EBMler-Herzens. Also warum nicht mal die alten mit den jüngeren Electro-Bands zusammenbringen? Die Kruppsche ‚Collaboration with Nitzer Ebb‘ wird sogar via Geffen nach Amerika gehen: ‚Wahre Arbeit‘ à la 1989 […].“

Die Frankfurter Bigod 20 wurden von dem in Los Angeles beheimateten Majorlabel Sire Records unter Vertrag genommen, das sich vor allem mit Veröffentlichungen von Künstlern wie Talking Heads, Ramones, Depeche Mode, The Cure, Madonna oder Soft Cell einen Namen machte. Hier veröffentlichten Bigod 20 einige Singles sowie die beiden Alben Steelworks (1992) und Supercute (1994). An dasselbe Plattenlabel wurden 1993 auch Armageddon Dildos lizenziert – ebenfalls mit zwei Alben und drei Maxis.

## Musikgenealogische Einordnung

### Standortbestimmung
EBM entstand im evolutionären Wirkungsfeld von Punk- und Industrial-Musik. Die Entwicklung des Genres folgte dabei der Integration elektronischer Musikinstrumente in den Post-Punk-Kontext und der Tendenz früher Post-Industrial-Gruppen zu rhythmusorientierten Liedstrukturen. Von weiterer Bedeutung in der Genese der Electronic Body Music waren z. B. das Synth-Pop-Genre, insbesondere aber die Etablierung des Sequenzers als ein den Bassbereich abdeckendes Instrument in der Ära des Krautrock.
Das Spektrum alternativer Stilbezeichnungen präsentierte sich zunächst vielgestaltig. Diese nahmen jeweils Bezug auf den musikalischen Ursprung (bspw. Sequencer-Hardcore → Punk, Industrial Dance im nordamerikanischen Raum → Industrial) oder waren ein direkter Verweis auf Tanzbarkeit und Körperlichkeit (vgl. Body-Techno und Independent Dancefloor).
Die Frage, ob EBM vorrangig im Industrial oder im Punk verwurzelt ist, wird unterschiedlich beantwortet. EBM-Protagonisten wie DAF, Die Krupps, Tommi Stumpff, aber auch spätere Acts wie Nitzer Ebb, standen in der Tradition des Punk. Bon Harris sah Nitzer Ebb in der Rubrik Industrial gar deplatziert. Dessen Mitstreiter Douglas McCarthy bekräftigte den Punk-Bezug und gab zu verstehen, Nitzer Ebb seien „geistige Nachfahren“ von Gruppen wie Killing Joke, PIL und den Sex Pistols.
Als Paul King die schwedische Band Pouppée Fabrikk für MTV interviewte, hatte dieser merkliche Schwierigkeiten, die Musik stilistisch einzuordnen. King pendelte unentschlossen zwischen Industrial und Hardcore. Alessandro „Alex“ Spalck gab an, der Name seiner Band Pankow sei in Anlehnung an die Punk-Bewegung gewählt worden. Dirk Ivens (The Klinik), der in seiner frühen Schaffensperiode sowohl im Post-Punk- als auch im Post-Industrial-Umfeld tätig war, verwies noch Anfang der 1990er-Jahre auf die Bedeutung des Punk als musikalisch-konzeptionelle Ausdrucksform:

„Ich bin auch heute noch vom Punk inspiriert. Ich mag den direkten Kontakt zum Publikum, die Kraft der Musik und der Texte.“

Gleichermaßen wurden in der Außenwahrnehmung die Anfänge der Electronic Body Music im Punk verortet. Colin Newman (Wire), dessen Augenmerk seit den späten 1970ern auf der Düsseldorfer Punk-Szene um den Ratinger Hof lag, resümierte:

„DAF […] entstand in der Hauptströmung des Post-Punk. Da wurde alles miteinander vermischt. Sie benutzten live noch akustische Drums, hatten aber auch Maschinen dabei – und man konnte dazu tanzen. Auf irgendeine Weise war diese zerhackte Tanzmusik eine Weiterentwicklung des Punk.“

Karin Dreier, Mitherausgeberin des seit 1980 erschienenen Essener Punk-Fanzines Neon, die nach ihrer Punk-Phase eine Vorliebe für EBM entwickelt hatte und für die Cover-Gestaltung der Tommi-Stumpff-LP Terror II zuständig war, schloss sich der Position an:

„Viele EBM-Künstler waren mal Punks gewesen; die erste Front-242-Single hatte ich 1981 anlässlich einer Fanzine-Exkursion in Brüssel erstanden.“

Jürgen Laarmann, Chefredakteur des Musikmagazins Frontpage, gelangte zu dem Schluss, dass Stumpffs frühes Schaffen „beispielhaft den technischen und inhaltlichen Übergang von Punk zu EBM“ dokumentiere. Armin Johnert (V. i. S. d. P.) erwähnte diesbezüglich das Genre Electro-Punk, das „später solchen Phänomenen wie Front 242 und der EBM-Welle“ den Weg geebnet habe. Stellvertretend für diese Entwicklung seien Gruppen wie Portion Control oder Die Krupps.

„Über Die Krupps große Worte zu verlieren, hieße Eulen nach Athen tragen. Seit mittlerweile über zehn Jahren verbreiten die Düsseldorfer ihre teutonisch-kraftvollen Electrobeats. […] Die Bühnenshow beweist, daß EBM in direkter Nachfolge von Punk zu sehen ist.“

Einer klar umrissenen Klassifizierung in den Stammbaum der Populärmusik steht die Beurteilung von Musikjournalisten und Autoren wie Arnold Meyer, Wolfgang Lux und Ulf Poschardt entgegen, die EBM als eine Stilart des Post-Industrial und somit als einen direkten Abkömmling der Industrial-Musik der 1970er-Jahre beschrieben hatten.

„Die Industrial-Künstler erzeugten mit ihren Instrumenten einfach nur Laute, die sie vielfältig elektronisch verfremdeten. Aus den Spielereien mit Synthesizern (elektronische Klangerzeuger), Sequenzern (spezielle Module, die gleichmäßige rhythmische Tonfolgen figurieren), Samplern (Geräte zum Einspeichern fertiger Sounds zwecks kreativer Neubearbeitung […]) und Drumcomputern entstand eine wesentlich strukturiertere Form der Musik: Electronic Body Music.“

Den unilateralen Einordnungen in den Post-Punk- bzw. Post-Industrial-Kontext liegt meist eine Simplifizierung zugrunde, die andere elementare Einflussfaktoren weitgehend unberücksichtigt lässt. Interviews mit den Protagonisten des Genres geben indessen Aufschluss über eine Fülle unterschiedlicher Inspirationsquellen, die bis in die Ära des Krautrock hineinreicht. Der Musikwissenschaftler und Buchautor Ansgar Jerrentrup gehörte 1997 zu den wenigen Analytikern, die den Krautrock-Bezug in den Mittelpunkt stellten und die treibenden Bassfiguren, das Kernmerkmal der EBM, als eine Entwicklung aus der Berliner- bzw. Düsseldorfer Schule beschrieben hatten.
Stark umstritten ist das Verhältnis zwischen EBM und Disco-Musik. Renaat Vandepapeliere (R & S Records) beschrieb EBM als den ersten Stil, der synthesizerbasierte Klänge mit körperlicher Aktivität kombiniere, ohne dabei Disco-Musik zu sein. Andreas Tomalla (Talla 2XLC) erklärte 1988, dass ZYX Music einen schlechten Ruf als Ramsch-Label für Disco-Musik hatte. In der Gründung von Techno Drome International und dem Vertrieb von EBM-Alben durch ZYX sah er ein Mittel, diesen Ruf positiv zu verändern. Das gleichzeitig grassierende Italo-Disco-Phänomen wurde in den szenerelevanten Printmedien als gegensätzlich aufgefasst und war (ebenso wie die aus Disco entwickelten House-Varianten) in der damaligen Definition von „alternativer, elektronischer Musik“ nicht inbegriffen. Es handele sich diesbezüglich um „zwei ganz verschiedene Ansätze elektronischer Tanzmusik.“
In den Interviews renommierter EBM-Gruppen wird ein möglicher Disco-Bezug kaum thematisiert. Die aus dem Quellmaterial gewonnenen Darlegungen von Künstlern wie DAF und Front 242 stehen diametral zueinander. So äußerte Patrick Codenys seinen Unmut darüber, dass EBM zeitweise als eine Form von Disco-Musik beschrieben wurde:

„EBM wurde zunächst fäschlicherweise als Disco-Musik verstanden. Das ist natürlich Unsinn, denn der Begriff ›Body‹ umfasst den gesamten Körper, einschließlich Kopf und Innenleben. Es ging Bands wie uns immer auch um den Spirit. EBM spricht eben Körper wie Geist gleichermaßen an.“

Dieser Definition des EBM-Genres folgend, wollten auch Talla 2XLC und der Frankfurter Technoclub das Aggrepo-Konzept als Music for Brain and Body verstanden wissen.
Einziger Bezugspunkt, der in der Musikliteratur zur Sprache kommt, ist I Feel Love von Giorgio Moroder und Donna Summer, ein für konventionelle Disco-Musik untypisches Stück, das durch seine ostinate, krautrockartige Bassfigur auffällt und selbst in Moroders Gesamtschaffen eine Ausnahmeerscheinung darstellt. Sowohl Gabi Delgado-López, der die Verschmelzung von Erotik und elektronischer Musik als die „DNA von DAF“ charakterisierte, als auch Jürgen Engler von den Krupps, der den Einsatz des Sequenzers gesondert hervorhob, bezeichneten I Feel Love als Quelle der Inspiration. Hiermit verknüpft ist der Brückenschlag zu Krautrock bzw. Berliner Schule, auf die Moroder mit seiner Produktion Bezug nahm. Gleichwohl gaben DAF wiederholt an, in keiner musikalischen Tradition zu stehen und merkbare Einflüsse bewusst auszuklammern, eine Methode, die gelegentlich dazu führte, dass DAFs Kompositionen gezielt verworfen wurden, sofern diese Ähnlichkeiten mit Stücken früherer Bands, wie etwa Suicide, aufwiesen.
Ein anderer Aspekt ist die Verwurzelung von Teilen der EBM-Kultur in der Punk-Bewegung. Punk war nicht nur eine Reaktion auf das Rock-Verständnis der 1970er-Jahre, repräsentiert durch Bands wie Genesis, King Crimson oder Emerson, Lake and Palmer, die inzwischen riesige Konzerthallen füllten und die direkte Nähe zum Publikum gänzlich verloren hatten, sondern auch ein erklärter Kontrahent der Disco-Musik und ihrer dionysischen „Glitter & Glamour“-Erlebniswelten. Eine strikte Ablehnung gegenüber Disco bzw. Italo-Disco seitens der EBM-Szene geschah möglicherweise – vom Punk ausgehend – aus einer ideologisch tradierten, oppositionellen Haltung heraus.

### Mediale Wahrnehmung
Trotz des Mangels einer etablierten Genrebezeichnung wurde die Electronic Body Music bereits früh als eigenständiger Stil wahrgenommen und medial thematisiert. Darauf verweisen etliche schriftliche Zeugnisse der 1980er-Jahre. So werden Acts wie DAF, Die Krupps oder Liaisons Dangereuses wiederholt in einem abgesteckten musikkulturellen Kontext dargestellt (vgl. Proto-EBM).

„Stilprägend wurde die Deutsch-Amerikanische Freundschaft […] mit dem Diskothekenhit Der Mussolini und der Platte mit dem demonstrativen Titel Alles ist gut. Das musikalische Konzept – aggressive Synthesizermonotonie, Reizverse und im Befehlston gehämmerte Slogans – hört man auch aus der neuen Die-Krupps-Produktion Volle Kraft voraus! oder aus dem Sprechgesang von Silvia [d. h. Tommi Stumpff & Silvia Nemanic].“

In jener Zeit erfolgte eine Einreihung der Protagonisten in die übergeordnete New Wave bzw. Neue Deutsche Welle, die als „unmittelbarer Ableger der Punk-Attacke“ – wie Peter Wicke, Leiter des Forschungszentrums für populäre Musik an der Humboldt-Universität zu Berlin dies darlegte – „den rebellischen Geist der frühen Rockmusik in einem durchelektronisierten Klanggewand wiedererstehen“ ließ, begleitet von den Impressionen urbaner Industrielandschaften, den „Reflexionen eines entfremdeten Alltags und der Brisanz des ständig wachsenden sozialen Konfliktpotentials“.
Sowohl in Bezug auf Visualisierung und Ästhetik als auch hinsichtlich der musikstilistischen Umsetzung wird EBM vielfach als „teutonisch“ (Teutonic Beats) und „martialisch“ beschrieben. Die auf dem Backbeat aufbauenden Rhythmen sowie die stark reduzierte und koordinierte Gestaltung der Stücke werden als „militärisch treibend“ charakterisiert (schließlich geht der Ursprung des Backbeats auf die Marschmusik des 19. Jahrhunderts zurück, vgl. Brahms, Sousa usw.).
Angesichts der Wurzeln im Post-Punk und Post-Industrial-Umfeld wurde EBM als Teil der Independent-Bewegung der 1980er positioniert. Die seit etwa der Mitte der Dekade von Kulturzeitschriften wie Spex vorgenommene Klassifizierung der Musik als „Independent Dancefloor“ unterstreicht diese Verortung.
Im letzten Drittel der 1980er hatten Musikmedien das Genre als kontinentaleuropäischen Gegentrend zu Acid House und Detroit Techno angepriesen, aber auch als Pendant zu New Beat – eine Strategie, die von den Szene-Akteuren teilweise selbst mitgetragen wurde.

### EBM als intermediäres Bindeglied
Timor Kaul, Kulturwissenschaftler und Historiker am Institut für europäische Musikethnologie, Universität zu Köln, beschreibt EBM als ein Genre mit transformativer Bedeutung, das einen graduellen Übergang von Post-Punk und Industrial zu Techno repräsentiert und wesentliche Anreize produktionstechnischer Natur lieferte.
EBM löste sich dabei aus dem traditionellen Band-Konzept, die jeweiligen Künstler formierten sich mehrheitlich zu Projekten und Produzenten-Teams mit einer Mitgliederzahl von regulär zwei, seltener bis zu vier Personen. Ausschließlich zu Zwecken der Live-Präsentation wurde auf ergänzende Musiker zurückgegriffen, die u. a. Schlagzeug (Snare) und E-Drums bedienten oder den Platz an den Keyboards einnahmen. Der Einsatz von Synthesizern, Sequenzern, Drum- und Personal-Computern, der repetitive, minimalistische und rhythmusbetonte Charakter vieler Kompositionen sowie die Rolle als Sozialisationsinstanz für eine hohe Anzahl von DJs und Produzenten, wie etwa Tanith, Richie Hawtin und Thomas P. Heckmann, machten EBM zu einem richtungweisenden Vorläufer der Techno-Musik. Vormalige EBM-Akteure und -Plattenfirmen trugen maßgeblich zur Gründung von Techno-Labels bei bzw. gingen nahtlos in diese über, vgl. New Zone, Antler-Subway, KK Records, Techno Drome International und das daran geknüpfte Music-Research-Umfeld mit seinen zahlreichen Sublabels.
EBM fungierte überdies nicht nur als ein Bindeglied bezüglich Line-up, Instrumentierung und Produktion, sondern verkörpert auch den kulturellen Paradigmenwechsel vom dystopisch aufgeladenen Pessimismus der vom Kalten Krieg geprägten Punk- und Industrial-Ära hin zum euphorischen Utopismus des Techno der frühen 1990er-Jahre. Zugleich war die Reintegration dystopischer Versatzstücke in den bestehenden Techno-Kontext von hoher Bedeutung, um der seit etwa 1991 einsetzenden Kommerzialisierung gezielt entgegenzuwirken.

„Gemeinsam mit Industrial bot das Genre EBM gerade in den 1990er-Jahren für jene Akteure kreative und ideologische Bezugspunkte, die der Kommerzialisierung von Techno, aber auch seinem naiven Utopismus mit härteren, schnelleren und dadurch dystopisch erscheinenden Subgenres begegneten.“

Eine ähnliche intermediäre Schnittstelle bot EBM im grafischen bzw. visuellen Bereich. Elemente der Working-Class-Ästhetik, wie Fabrik-Interieur oder die Darstellung von Stahlarbeitern, finden sich in der Gestaltung von Flyern und Tonträger-Artwork wieder. Besonders aus der szenetypischen Obsession für das Technologische heraus wurde die Attraktivität des Zahnrades als ein expressives Symbol auch in Teilen der Techno-Kultur frühzeitig erkannt und danach vielfältig zum Ausdruck gebracht (vgl. die Compilations Techno Trax, Technolyt, The History of Techno, Welcome to Technology u. v. a.).

## Zuordnungsproblematik

### Elektronische Musik
Seit den Anfängen der Electronic Body Music gab es Überschneidungen mit anderen Spielarten. So enthält beispielsweise das erste Front-242-Album Geography neben den EBM-Tracks auch zahlreiche Minimal-Elektronik-Stücke. In NRW (speziell im Ruhrgebiet) ansässige Musikprojekte, wie The Invincible Spirit, The Fair Sex, The Mao Tse Tung Experience, Lost Image, Wasted Doom oder The Base of Subsoil, aber auch Fortification 55 aus Hamburg, produzierten in erster Linie eine Form von Electro Wave, die stark mit EBM-Elementen durchsetzt war. Séance, And One, Syntec oder Advanced Art kombinierten EBM mit Synth-Pop, weswegen eine genaue Zuordnung dieser Künstler erschwert wird. Berührungspunkte mit eingängigem Synth-Pop auf der einen und experimentellerem Post-Industrial (bzw. Electro-Industrial) auf der anderen Seite bildeten keine Seltenheit.
Ferner gab es Projekte, die dem Genre aufgrund einzelner Lieder, Single- und Albumveröffentlichungen zugeordnet wurden. Beispiele hierfür sind As Able As Kane, The Weathermen, Pankow, Borghesia, Severed Heads, Click Click (mit Wurzeln im gitarren-orientierten Post-Punk), Philadelphia Five (die schon früh von dieser Kategorisierung Abstand nahmen) oder die experimentellen The Klinik. Letztere ließen sich überwiegend im Post-Industrial-Umfeld verorten.
Ein weiteres Beispiel ist das englische Projekt Attrition, das 1985 mit Shrinkwrap in das EBM-Umfeld lenkte und sechs Jahre später mit A Tricky Business nahezu ein ganzes Album im EBM-Stil auf den Markt brachte. Die ebenfalls in der Mitte der 1980er in England ansässigen Synth-Pop-Acts Hard Corps, Vicious Pink und Propaganda (ein Projekt des Krupps-Musikers Ralf Dörper) experimentierten zeitweilig mit dem Stil, wobei letztgenannte mit dem 7inch-Rough-Cut ihres Stücks Jewel auch medial Beachtung fanden.
Auch Tilt! aus Deutschland galten mit dem 1990er Album Aliens & Orgasms und dem darauf enthaltenen Club-Hit Merciless zunächst als typische EBM-Band, die sich mit ihren späteren Werken jedoch von diesem Ruf distanzierte.

### Rock-basierte Musik
Bezugspunkte zur Rock-Musik ergeben sich über die Verwendung von Gitarren und deren Sampling. The Neon Judgement, A Split-Second oder Gruppen des Leedser Rouska-Labels (The Cassandra Complex, Son of Sam, W.M.T.I.D.) betrachteten sich selbst vielmehr als Rockformationen mit elektronischer Untermalung, ein Umstand, der durch Stücke wie Mambo Witch, The Parallax View und Tear Your Rhythm Down (A Split-Second) oder I Wish I Could und Awful Day (The Neon Judgement) verdeutlicht wird. „Sind Sequencer mit Rock & Roll vereinbar?“ fragte Ende 1987 gar der Spex in einer Rezension bezüglich der Musik The Neon Judgements.

„Ich komponiere unsere Songs fast ausschließlich auf der Gitarre, sie ist unser wichtigstes Instrument geworden. Das schlägt sich auch in unseren Live-Auftritten nieder. Das ist purer Rock ’n’ Roll […]“

Andy Giorbino nahm 1988 im Stil von The Neon Judgement Bezug auf die Electronic Body Music. Dieser veröffentlichte die Maxi-Single The Art of Letting Go, die sowohl in Deutschland als auch in England (über Strike Back Records, vgl. KMFDM) vertrieben wurde.
Der eindeutigen Kategorisierung trat zudem die Hinzunahme von Gitarrensamples entgegen. Das Sampling handgespielter Instrumente hatte dabei die Aufgabe, das Gesamtbild eines Stückes organischer erscheinen zu lassen. Da das gesamplete Rohmaterial menschlichen Ursprungs ist, sahen einige Produzenten darin einen Vorteil gegenüber dem „entmenschlichten“ Maschinenklang des Sequenzers.

„Oftmals ein Einordnungsrätsel ist Birmingham 6 aus Dänemark, denn deren saubere Gitarrenläufe kommen aus dem Computer. Vom akustischen Eindruck sind viele Stücke glasklarer Industrial [Rock], per definitionem jedoch EBM.“

## Einfluss auf andere Musikstile
Obwohl die Electronic Body Music seit ihrer Entstehung primär eine Untergrundbewegung blieb, beeinflusste sie zahlreiche nachkommende Stilarten, wie New Beat, Techno, Goa-Trance oder Industrial Rock. Auch der frühe Sound of Frankfurt, mit Künstlern wie Moskwa TV, MCL (Micro Chip League), C.C.C.P., 16 Bit und OFF, schöpfte aus dem Spektrum der EBM. In Detroit ließen Techno-Formationen wie The Final Cut, Underground Resistance und Code Assault (alias Code Industry) sich durch EBM inspirieren. Jeff Mills und Alan Oldham zählten damit zu den frühesten afroamerikanischen Produzenten, die sich mit dem Stil vertraut machten.

### New Beat
1987 startete in Belgien die New-Beat-Bewegung, die hauptsächlich von DJs aus dem EBM- und New-Wave-Umfeld initiiert wurde und zunächst darin bestand, bereits in den Clubs etablierte Musikstücke, wie bspw. A Split-Seconds Flesh, in reduzierter Geschwindigkeit (33 rpm statt 45 rpm) abzuspielen. Diese Methode verlieh den Tracks oft einen dumpfen und schweren Klang. Titel, die sich anfangs nur bedingt als tanzbar erwiesen, avancierten so zu Hits. In der Folge begannen unzählige Künstler mit der Produktion eigener Stücke. Erste New-Beat-Platten fanden den Weg in die Warenhäuser; Labels wie Subway, Target und R & S Records vermarkteten New Beat im ganz großen Stil. Kennzeichnend für die neu entstandene Richtung waren Geschwindigkeiten zwischen 90 und 115 bpm sowie zahlreiche Einflüsse aus EBM, Acid House oder Hi-NRG. Zwei Jahre später war der New-Beat-Hype vorüber und wurde von der Techno-Bewegung abgelöst. Trotz seiner Wurzeln wurde der New Beat von der Mehrheit der EBM-Protagonisten als rein funktionale Tanzmusik kritisiert und abgelehnt.

### Hard Beat
Hard Beat war ein Seitenzweig des New Beat, dessen Schwerpunkt auf kraftvollen Elektroniksequenzen lag. Während für die Grundmelodien des New Beat häufig der phrygische Modus zur Anwendung kam (vielfach e-Phrygisch, was den Stücken einen „orientalischen“ Klang verleiht), basiert Hard Beat hauptsächlich auf dem dur-/moll-tonalen System. Viele der zwischen 1988 und 1990 veröffentlichten Hard-Beat-Produktionen, wie Cavemen (Eye of the World), The Concrete Beat (I Want You), Tribe 22 (Aciiiiiiied – New Beat) und High Tention (High Tention), lassen sich von herkömmlichen EBM-Instrumentals oft kaum unterscheiden. Weite Verbreitung fand die Spielform, die als „perfect link between Electronic Body Music and New Beat“ beschrieben wurde, durch das Produzenten-Team des Complete-Kaos-Dance-Labels (vgl. Maurice Engelen, Jos Borremans, Koert Hendrickx, Nikkie van Lierop). Musikprojekte, die sich sowohl EBM als auch Hard Beat widmeten, waren Signal Août 42 (unter anderem mit dem Seitenprojekt Amnesia), Schicksal (Rudi Huybrechts) und In Sotto Voce (Poésie Noire).

### Techno
In den Jahren 1987 und 1988 wurde der Grundstein für den Techno der 1990er-Jahre gelegt. Dabei fusionierten zahlreiche Stilrichtungen wie Acid-, Detroit- und Chicago House mit New Beat und EBM. 1988 veröffentlichten Bigod 20 zu ihrem Debüt Body to Body auch eine Remix-Single mit dem Titel Acid to Body. Damit waren Bigod 20 eine der ersten Bands, die EBM mit Acid House kreuzten. Auch auf ihren späteren Werken arbeiteten Bigod 20 mit Techno-Elementen. Einen ähnlichen Weg wählten Signal Août 42 aus Belgien, die seit Ende der 1980er starke Acid-Anleihen in ihrer Musik verwendeten und mit dieser Melange 1988 eine erste Maxi unter dem Titel Carnaval (Plastic Acid Mix) veröffentlichten. Etliche DJs, die über diese Verschmelzung in das House-Umfeld gelangten und danach eigene Werke produzierten, brachten wesentliche Elemente der Electronic Body Music in die Techno-Bewegung ein. Speziell in frühen Techno-Stücken, wie Krieg oder Frieden von Duce, Warte bis es dunkel ist von Klangwerk und Kennedy von Deep Thought, wird der EBM-Einfluss deutlich.

### Goa-Trance
Inspiriert von der Party-Kultur im Nordwesten des indischen Bundesstaates Goa entwickelte sich etwa 1991, vorzugsweise in Europa, der Goa-Trance (später auch als Psychedelic Trance bezeichnet). DJs und Rucksacktouristen, die an den Stränden von Anjuna, Vagator, Morjim und Arambol einer Mixtur aus New Beat, EBM, Acid und frühem Techno frönten, begannen bald damit, ihren gesammelten Erfahrungen durch eigene Produktionen Form zu verleihen. Zahlreiche Goa-Trance-Projekte, wie Juno Reactor, Astral Projection, Koxbox und EON Project, stammten meist direkt aus dem EBM-Umfeld oder berufen sich auf Künstler wie DAF, Front 242, Nitzer Ebb und Kode IV. Speziell Veröffentlichungen wie Sundown von The Overlords und Tyranny for You von Front 242, mit Stücken wie Neurobashing, nahmen bereits wesentliche Merkmale des Goa-Trance (z. B. Sechzehntel Synth-Bass-Sequenzen, Auto-Pan-Effekte etc.) vorweg. Front 242 fungierten später auch als Remixer für einige Juno-Reactor-Stücke, wie God Is God (1997) und das EBM-lastige Masters of the Universe (2001).

### Industrial Rock
In der zweiten Hälfte der 1980er konnte die Electronic Body Music sich in der Post-Industrial-Szene Nordamerikas etablieren. Dort fusionierte sie Ende des Jahrzehnts mit Hardcore Punk, Noise-Rock und härteren Spielarten wie Thrash Metal. Ministry, die mit dem 1988er Werk The Land of Rape and Honey den Grundstein für den Industrial Rock legten, griffen vereinzelt auf EBM-typische Strukturen zurück, so zum Beispiel in You Know What You Are und I Prefer. Nine Inch Nails, die zu den Ikonen des Genres zählten, nutzten EBM-Sequenzen in ihrem Hit Head like a Hole. Trent Reznor, Sänger und Mastermind der Band, erwähnte Künstler wie Front 242 als wesentliche Einflussfaktoren. Schnitt Acht, die mit dem 1991er Debüt Subhuman Minds on the Firing Line noch stark in das EBM-Umfeld lenkten, vollzogen einen Stilwandel und präsentierten sich zwei Jahre später als reine Industrial-Metal-Combo. Anschließend begannen auch europäische Acts, wie Die Krupps, Pouppée Fabrikk oder Oomph!, damit, dem Crossover-Trend zu folgen und harte Rhythmusgitarren in ihre Stücke einzubauen.

„Die Synthese aus EBM und Heavy Metal ist nicht nur aus technischer und musikalischer Hinsicht interessant. Sie ist außerdem naheliegend, denn beiden Musikrichtungen liegen gleiche Motivationen zugrunde.“

## Europäische Szene

### Verortung
Entgegengesetzt der soziologischen Betrachtung, die EBM-Szene sei ein Bestandteil der Gothic-Kultur, versteht sich die EBM-Bewegung als eigenständige Jugendkultur, die mit separaten Nischenveranstaltungen im Wesentlichen abseits der Schwarzen Szene agiert. Tatsächlich gibt es zwischen beiden Szenen kaum signifikante Gemeinsamkeiten bezüglich der musikkulturellen Wurzeln, des Outfits oder der Lebensart. Zwar bewegten beide sich innerhalb der Post-Punk-Peripherie der 1980er-Jahre, allerdings steht bei den EBM-Konsumenten nicht, wie bei den Goths, der Rückzug in eine idealisierte und romantisierte Welt (Eskapismus) oder eine philosophische Auseinandersetzung mit Themen wie Tod und Vergänglichkeit im Vordergrund, sondern die Konfrontation mit der Realität sowie die Beschäftigung mit gesellschaftskritischen Themen, wie sie beispielsweise im Punk oder im Industrial vorzufinden waren.
Unterschiede finden sich außerdem in der geschlechtsspezifischen Zusammensetzung. Als eine auf Aggressivität und Härte basierende Ausdrucksform zog EBM speziell ein männliches Publikum an, wodurch der Anteil männlicher Szeneangehöriger deutlich überwiegt. Die Geschlechterverteilung innerhalb der Schwarzen Szene ist indes sehr ausgewogen. Einen Grund für die dortige Akzeptanz des Genres nennt die Autorin Kirsten Wallraff. Diese verweist auf die Tanztauglichkeit des Stils und dessen Härte und Dynamik als Aggressionsventil:

„Ein Grund für die zunehmende Beliebtheit dieser Musik ist sicher die extrem gute Tanzbarkeit vieler Stücke, welche durch einen z. T. durchaus aggressiven Stil dem Tänzer die Möglichkeit gibt, negative Gefühle auf der Tanzfläche abzureagieren. Durch die Berührung mit der EBM-Szene hat die Schwarze Szene musikalisch eine ungeheuere Bereicherung erfahren. Die Angehörigen der EBM-Szene, welche sich fast ausschließlich aus jungen Männern zusammensetzt, bilden ihrerseits eine optische Auflockerung im düsteren Erscheinungsbild der Schwarzen. Viele von ihnen bevorzugen martialische Kampfkleidung wie Tarnhosen, Armeehemden, Muskel-T-Shirts und schwere Springerstiefel. Zusammen mit ihren oft ultrakurz rasierten Haaren und einem aggressiv anmutenden, stampfenden Tanzstil vermitteln sie dem unbedarften Beobachter das Bild einer Wehrsportgruppe auf dem Übungsplatz.“

Dementsprechend wurde EBM in der Schwarzen Szene nicht vollständig anerkannt, sondern sah sich (auch unter Musikern der Szene) kritischen Stimmen ausgesetzt. Ernst Horn (Deine Lakaien) etwa brachte seine Abneigung gegenüber EBM zum Ausdruck und gab an, dass ihn der Militarismus, der mit dem Genre teilweise einhergeht, „abstoße“.

### Geschichte

#### Hintergründe
Zwei wesentliche Faktoren waren in den 1980er-Jahren unmittelbar mit der Entstehung der Electronic Body Music verknüpft: das aggressive politische und soziale Klima, d. h. die Zuspitzung des Kalten Krieges, die hiermit verbundene, fortdauernde Gefahr eines atomaren Krieges sowie die Massenarbeitslosigkeit infolge der Weltwirtschaftskrise und des technologischen Fortschritts auf der einen Seite, die musikalische Aufbruchstimmung der aus dem Punk, Industrial und der NDW bekannten Do-It-Yourself-Generation auf der anderen. Vieles aus dieser Konstellation spiegelte sich sowohl im Lebensgefühl als auch in den Dresscodes der Anhängerschaft wider, die sich zumeist am Erscheinungsbild ihrer Idole orientierte.

„Wir wuchsen in einem politisch sehr intensiven Umfeld auf. In der Zeit, als wir zu unseren ersten Konzerten gingen, gab es Aufstände in den Straßen, jeder Teil des täglichen Lebens wurde politisch aufgeladen. Somit waren Musik, Gewalt und soziale Kommentare für uns untrennbar verbunden. Global gesehen herrschte der Kalte Krieg, Ronald Reagan und Leonid Breschnev sammelten Atomwaffen in alarmierenden Mengen. Man hatte das Gefühl, ein Atomkrieg wäre nicht weit entfernt. Das alles hing natürlich auch immer noch mit dem Zweiten Weltkrieg zusammen, und die Kombination zweier totalitärer Systeme und ihre Symbolik und Slogans beeinflussten uns ebenfalls.“

Gleichzeitig florierte die Entwicklung und Optimierung neuartiger, elektronischer Klangerzeuger (Step- bzw. MIDI-Sequencer, erstmals frei programmierbare Drumcomputer, später Sampler und erschwingliche Digitaltechnik), mit denen es möglich war, eine konventionelle Rock-Combo zu ersetzen. Die Technik kam besonders jenen zugute, die kein herkömmliches Instrument beherrschten oder das Konzept einer klassischen Musikgruppe als überholt ansahen.

#### Die Anfänge
Eine vollständig ausgeprägte Szene existierte anfangs jedoch nicht. In Westeuropa dienten speziell kleinere Clubs, in denen EBM gespielt wurde, als Anlaufpunkt der ansässigen Skinheads, Punks und Hooligans. Besonders in den Metropolregionen Belgiens und der Niederlande fand der Stil schnell Anklang. In mitteleuropäischen Ländern, wie Deutschland, offenbarte sich seinerzeit ein vergleichbares Bild. So schilderte eine Mitarbeiterin des Kölner Musikmagazins E. B. (später EB/Metronom) den Ablauf eines 1986er Auftritts von Tommi Stumpff überspitzt:

„Gut 1000 Leute kamen zum Tommi-Stumpff-Konzert nach Übach-Palenberg. Wie weit der Kreis ist, der sich angesprochen fühlt, zeigte sich schon vor dem Konzert. Die höchsten und buntesten Iros, rottenweise Skins, ernstblickende Kuttenträger auf ihren heißen Öfen, jedwede Bauernlümmel, Dorfjugend in gewollt lässigem Outfit und schwarzglänzende Ghouls gaben sich ein Stelldichein. Spätestens am Eingang wurde klar, welche Atmosphäre hier herrschen sollte… Kräftige, schweigsame, bärbeißige Ordner fanden mit kurzem, sicherem Griff alles, was mehr Blut fließen lassen könnte als die nackte Faust. Pistolen, Ketten, Schlagringe, Dolche, Baseballschläger, Säbel und solcherlei martialische Instrumente mehr füllten schließlich eine Badewanne randvoll.“

Guy van Mieghem, ehemaliges Mitglied bei Vomito Negro und Blok 57, äußerte sich diesbezüglich ähnlich:

„Die ersten Auftritte von Front 242 waren in der Tat Kampfauftritte. Wenn Du früher auf ein Front-242-Konzert gegangen bist, dann bist Du praktisch auf eine Schlägerei gegangen. Da waren Skinheads, Ledertypen, die trafen sich da, um sich zu schlägern. […] Du hättest Richard (Jonckheere) auf der Bühne sehen sollen, wie er einfach irgendjemandem im Publikum seine Stiefel in die Fresse trat. Manchmal sprangen auch Leute auf die Bühne, um mit der Band eine Schlägerei anzufangen. Das war keine Show. Die haben gekämpft bis auf’s Blut.“

Die Ursprünge dieses Publikums reichen bis in die 1970er-Jahre zurück. So waren Skins bereits Teil der Industrial-Kultur um Gruppen wie Throbbing Gristle. 1980 bekundeten DAF ihre Sympathie für die britische Skinhead-Szene und beendeten ein Spex-Interview mit der Forderung „Mehr Skins für Deutschland!“

„Fast bei jedem Konzert laufen ’ne Menge Skins bei uns rum. Da läuft teilweise eine totale Verbrüderungsaktion. […] Du mußt gucken, daß es unter den Skinheads eine Menge verschiedener Gruppierungen gibt. Das reicht von rechten zu unpolitischen, von den Rude Boys zu den alteingesessenen Skins.“

Allerdings verliefen bei weitem nicht alle Konzertveranstaltungen derart aggressionsgeladen. BBC-Moderator John Peel, der zu Beginn der 1980er-Jahre einem Nitzer-Ebb-Konzert beiwohnte und sich von der Vielfalt des Publikums beeindruckt zeigte, erinnerte sich:

„Da standen schüchterne New Waver, neben coolen Elektronikern und verschwitzten Rockern. […] Schwule Synthpopper, linksradikale Punks und Hetero-Skinheads tranken ihr Bier nebeneinander und gingen nahezu respektvoll miteinander um.“

Auch Teile der späteren Fan-Gemeinschaft ließen sich durch ihr martialisches Erscheinungsbild ausmachen, was häufig zu Verwechslungen mit Vertretern der Punk- und Psychobilly-Kultur oder Anhängern der Neonazi-Szene führte.

#### Entwicklung der Szene
Nachdem EBM sich zunehmender Beliebtheit erfreute, bildete sich in der Mitte der 1980er-Jahre allmählich ein Zielpublikum heraus. 1987 wird dieses auch in den etablierten Musikpresse erwähnt. Mit der Formierung eigener Printmedien als szenestiftendes Kommunikationsmittel wuchs ein europaweites Netzwerk, in das Hörerschaft, DJs, Veranstalter, Musiker und Labels gleichermaßen eingebunden waren.
Viele EBM-Fans, insbesondere ostdeutsche Zuläufer, fanden den Einstieg über das Synth-Pop-Quartett Depeche Mode, obgleich diese Band an der Entstehung der Electronic Body Music nicht maßgeblich beteiligt war, Interpreten wie Front 242 und Nitzer Ebb durch mehrmonatige Tourneen jedoch zu Erfolg und Publikum verhalf. Ein Publikum, das „mit Depeche Mode mehr verbindet als mit Throbbing Gristle.“

„Da Depeche Mode nach ihrer Tournee nichts Atemberaubendes zu bieten hatten, sind viele ihrer Fans auf EBM umgeschwenkt, so daß sich bereits eine beachtliche Szene gebildet hat.“

Haupttreffpunkte in Deutschland waren Frankfurt am Main (Dorian Gray, Music-Hall) und Berlin (Linientreu, Cisch Club). Beide Städte entwickelten sich in den 1990er-Jahren wiederum zum Mekka der Techno-House-Szene. Besonders Frankfurt galt Ende der 1980er als eine der Hochburgen der EBM-Bewegung in Deutschland. Neben Talla 2XLC, DJ Dag, Armin Johnert und Michael Münzing, gehörte Sven Väth zu den namhaften DJs jener Zeit. Er legte EBM seit 1987 im Frankfurter Nachtclub Dorian Gray auf und produzierte gemeinsam mit Luca Anzilotti unter dem Projektnamen OFF den EBM-Track Be My Dream. Väth konnte sich später im Techno-Umfeld der 1990er-Jahre weltweit einen Namen machen.
Seine Exklusivität verdankte das Dorian Gray nicht nur einer Mischung aus Nischenprogramm, „Lichtgewitter“, „Lasershow“ und „mörderischem Maschinensound“, sondern auch dem wiederholten Zusammentreffen prominenter Gäste, darunter Gruppen und Musiker wie Front 242, Nitzer Ebb, Carlos Perón, Ralf Hütter (Kraftwerk), Dirk Ivens (The Klinik) sowie Nguyễn Đức Nhân (ex-Nitzer Ebb, Manager von Front 242).

„An guten Abenden tummeln sich dort freitags bis zu 2000 Gläubige, die sich dankbar an einer trunkenen, ausgelassenen EBM-Völlerei laben. In Form und Umfang ist dieses Gemeindetreffen wohl weltweit ziemlich einzigartig […].“

Das Konzept der Veranstaltungsreihe stand in der Tradition der „Technoclub“- und „Electrodrome“-Abende in der Diskothek Roxanne in der Frankfurter Innenstadt. Jenseits der Darbietung szenespezifischer EBM- und Electro-Wave-Klassiker waren Video-Präsentationen und Live-Auftritte bereits damals ein fester Bestandteil des Programms.
Daneben gab es eine Reihe weiterer Treffpunkte und Veranstaltungsorte, die für die Hörerschaft von Bedeutung waren, wie die Frankfurter Batschkapp, das Metropol in Aachen, Zwischenfall, Zeche und Logo Club in Bochum, der Rose Club und der Wave Music Club in Köln, das Odeon in Münster, PC69 und Café Europa in Bielefeld, die Dortmunder Live-Station, Loft und Kulturbrauerei in Berlin, das Melodrom in Kaufbeuren, die Rockfabrik in Übach-Palenberg, die Kulturfabrik Krefeld, Manege und Theaterfabrik in München, die Röhre in Stuttgart, das Hamburger Kir oder die Fabrik Coesfeld.
1988 wurde die EBM-Bewegung in England populär, wobei auch deutsche Interpreten aus der Gründerzeit des Stils Anklang fanden. Im darauffolgenden Jahr entfaltete sich der Hard Club 90 (ehemals Batcave) in Soho, London, zur vielbesuchten Tanzstätte. Unter dem Motto „Eurobeat Dancecore“ fanden hier bis etwa 1994 regelmäßig EBM-Events statt.
Inspiriert durch das Party-Konzept des Frankfurter Technoclubs formierte sich in der südschwedischen Studentenstadt Lund der Cyber Club, der seit Ende 1990 EBM-Veranstaltungen in der Diskothek Roxy und Live-Auftritte im AF-Huset organisierte. Hunderte Besucher aus ganz Skandinavien, insbesondere Schweden und Norwegen, fanden sich hier zusammen.

#### Die Szene im Osten
In Ostdeutschland erlangte EBM ab dem Ende der 1980er einige Bekanntheit. Infolge des zunehmenden Drucks seitens der westdeutschen Konkurrenz (vgl. SFB, RIAS u. a.) erfolgte im März 1986 eine Modernisierung des DDR-Rundfunks. Der 1964 etablierte Sender Jugendradio DT64 diente hierbei als Plattform neuartiger Nischenformate wie Parocktikum und Electronics.
Ein erster Front-242-Titel (Agressiva Due) wurde im Mai 1987 in der Hörfunksendung Parocktikum ausgestrahlt. Weitere Interpreten, wie The Klinik, Tommi Stumpff, Die Krupps, à;GRUMH…, Cat Rapes Dog, 2nd Communication, Tilt!, VF Decoder, The Invincible Spirit, Pankow, Borghesia, Front Line Assembly, Mussolini Headkick oder In Sotto Voce, gehörten auch in den nachfolgenden Jahren – bis zur Übernahme DT64s durch den ORB – zum Repertoire der Sendung. Das Format Electronics, das sich vermehrt mit Elektronik-Künstlern aus dem Krautrock-Umfeld und der Berliner Schule auseinandersetzte, berichtete ab etwa 1988 über Bands wie Front 242 und die belgische EBM-Szene.

„‚Electronic Body Music‘ ist manchen schon seit einigen Jahren ein Begriff, wurde aber lediglich mit Front 242 in Verbindung gebracht. Die Ost-Medien schwiegen sich aber über dieses Thema weitestgehend aus. Lediglich im Jugendradio DT64 wurde […], neben anderer Indie-Musik, auch mal EBM gespielt.“

Mit der Grenzöffnung im Jahre 1989 formierten sich regionale Veranstalter-Teams, die EBM in den ostdeutschen Metropolen durch regelmäßige Diskothekenveranstaltungen und Live-Auftritte populär machten, darunter Total.Body.Control in Dresden und Rose Bowl ’88 in Neubrandenburg. Diese waren meist aus früheren Depeche-Mode-Fanclubs hervorgegangen. Dank der bereits bestehenden Depeche-Mode-Fan-Gemeinde trafen auch Gruppen wie Front 242 und Nitzer Ebb rasch auf positive Resonanz; Themenpartys fanden immer größeren Zuspruch. So erlebte der Musikstil in Ostdeutschland eine zweite Blütezeit, während die Szene im Westen der Republik zu stagnieren drohte. Junge Bands wie Armageddon Dildos, Paranoid, Syntec und Orange Sector, aber auch Protagonisten wie Die Krupps, Vomito Negro und Tommi Stumpff, konnten von diesem Aufschwung profitieren.

„Nach der Wiedervereinigung beider deutscher Staaten schickt die ehemalige DDR sich an, die Entwicklung, die die Musikszene des Westens in den letzten Jahrzehnten durchlaufen hat, nachzuholen. Neben der Hauptstadt Berlin scheint vor allem der Süden mit den Städten Dresden, Leipzig und Chemnitz besonders rege zu sein. […] In Dresden z. B. kam Ende '90/Anfang '91 der große Front-242-Boom […], aber auch Skinny Puppy, Front Line Assembly, Klinik, […] Pankow und Tommi Stumpff werden immer bekannter. Die Szene erinnert an alte Zeiten im Westen anno 1988/89.“

1995 galt die EBM-Kultur größtenteils als erloschen. Nach dem schnellen Niedergang der Musik ging ein Teil der Hörerschaft nahtlos in die des Rave und Techno über. Aus weiteren Teilen entwickelte sich die Elektro-Szene der 1990er-Jahre, während ein geringer Rest sich anderen Bereichen wie Crossover, Hardcore und Industrial Metal zuwandte.

#### Das Revival
Nach der Jahrtausendwende nahm das Interesse an EBM wieder stark zu. Als Initiatoren des Aufschwungs gelten die Bands der dritten Generation, wie Ionic Vision, Dupont und Spetsnaz. Schon bald formierte sich eine Anzahl weiterer Künstler direkt aus der heranwachsenden Szene heraus. Besonders der Osten Deutschlands mit seinen sozialen Missständen bildete dabei den Nährboden für einen erneuten Auftrieb. Zugleich verkörperte dieses Revival einen Widerstreit gegen technoid geprägte Stile wie Aggrotech oder Future Pop, die seit Ende der 1990er-Jahre das Club-Geschehen bestimmen.
Bedeutsame Zentren waren Berlin (BodyBeats) und Dessau (Electric Tremor), aber auch Städte wie Köln (EBM Music Club), Aachen (EBM back to NEP), Oberhausen (Dimanche Noir/EBM Music Club), Frankfurt am Main (Return to the Classixx) oder Wiesbaden (Reanimation Club) erfreuten sich eine geraume Zeit lang EBM-spezifischer Veranstaltungen.

### Optische Erkennungsmerkmale
Die nachfolgende Aufzählung nennt typische Bekleidungsmerkmale der EBM-Anhänger. Aufgrund individueller Präferenzen und der unterschiedlichen Wurzeln der Szeneangehörigen (vgl. Punk, Skinhead, Synth-Pop- und New-Wave-Szene) variiert das Erscheinungsbild zum Teil erheblich. Als Ausgangsbasis diente vor allem die Visualisierung des musikalischen Konzepts, das auch das Styling der Protagonisten, wie DAF, Die Krupps, Front 242 und Nitzer Ebb, einschloss. Viele Komponenten, wie Muskel-Shirts, Lederjacken, G9-Blousons oder kurz rasierte Haare, waren bereits Teil des DAF'schen Erscheinungsbildes zu Beginn der 1980er-Jahre.

„Provokation war Teil des Konzepts: Nackte, schweißige Oberkörper, an den Seiten kurz geschorene Haare und Lederkleidung gehörten bei der Deutsch-Amerikanischen Freundschaft (DAF) ebenso zum Image wie das Spiel mit homoerotischen und faschistischen Bildern. Robert Görl und Gabi Delgado-López sind Pioniere ihrer Zeit.“

Als neuer Impulsgeber trat wenige Jahre später Depeche Mode hinzu, deren Fan-Gemeinschaft sich bald der EBM widmete. Das der Synth-Pop-Szene zugehörige Outfit wurde dabei jedoch nur unwesentlich modifiziert. So herrschte Ende der 1980er vielerorts ein Erscheinungsbild vor, das als Zuspitzung des Depeche-Mode-Stylings und als „EBM-typisch“ betrachtet werden kann. Schwarze Lederjacken, Jeans und aus Leder gefertigte Hosen, häufig kombiniert mit einfachen schwarzen und weißen T-Shirts, bildeten keine Seltenheit. Als Schuhwerk waren mit Stahlkappen ausgestattete Halbschuhe oder Stiefel der Marke Dr. Martens beliebt. Anstelle eines Dave-Gahan-Facon-Schnitts wurden ausrasierte Kopfseiten bevorzugt, sodass die Frisur einer entschärften Version des Psychobilly-Haarschnitts (‚Flat‘) ähnelte. Musiker wie Steve Naghavi (And One) trugen dieses Erscheinungsbild in die 1990er-Jahre hinein.
Alternativ dazu gab es, „der frühen, aggressiv-männlichen Präsentationsform von EBM folgend“, ein „militärisch anmutendes Outfit“, das durch Kampfstiefel, Militärhosen und -accessoires geprägt war und direkt dem Erscheinungsbild von Bands wie Front 242 und Nitzer Ebb entlehnt wurde (vgl. MA-1-Fliegerjacken, Tank-Tops der Bundeswehr). Seit dem Szene-Revival nach der Jahrtausendwende erfreut sich dieses Styling erneut großer Beliebtheit. Gelegentlich erfolgt eine Kombination von Elementen unterschiedlicher Stylingvarianten, ergänzt um Kleidungskomponenten der Skinhead-Mode (Harringtonjacke), wie sie beispielsweise DAF Anfang der 1980er-Jahre trugen (siehe oben).
Trotz regionaler Unterschiede gab und gibt es viele Gemeinsamkeiten im optischen Auftreten. Anbei eine Zusammenfassung vorherrschender Erkennungsmerkmale:
- Crew Cut oder Flat („Brikett-Haarschnitt“)
- T-Shirts, Muskel- und Tarn-Shirts, Tank-Tops, teilweise bedruckt mit szenetypischen Motiven wie Bandlogos (Schriftzüge), Frakturschriften oder Symbolen wie Maschinenräder und Vorschlaghämmer
- Lederjacken (Einfluss der Punk-Bewegung bzw. der Synth-Pop-Szene)
- Bomberjacken (MA-1-Fliegerjacke; wurde durch Front 242 und Nitzer Ebb in der Szene etabliert)
- Harringtonjacken (G9-Blouson) und Polohemden (Einfluss der Skinhead-Kultur)
- Jeans (meist schwarz, dunkelgrau oder weiß), Tarn- und Lederhosen („Biker Pants“)
- Ledergürtel und Feldkoppeln (Uniformgürtel)
- seltener auch Hosenträger (sogenannte „Army Suspenders“) in Verbindung mit freiem Oberkörper
- Schnürstiefel, Dr.-Martens-, Underground- oder Getta-Grip-Halbschuhe (3-Loch)

Die Liste erhebt weder Anspruch auf Vollständigkeit noch kann sie subkulturelle Alleinstellungsmerkmale berücksichtigen, da diverse Kleidungsstücke auch in anderen Szenen getragen werden bzw. durch diese Kulturen im Verlauf der 1980er-Jahre in die EBM-Szene eingeflossen sind.

### Tanzstile
Ähnlich wie in der Punk- und Psychobilly-Kultur war in den 1980er-Jahren der Pogo als Tanzstil weit verbreitet. Dieser Stil, oft als Fighting bezeichnet, wurde jedoch bald aus zahlreichen Clubs verbannt und musste einem gepflegten Zwei-Schritte-Tanz weichen. Infolge des musik- und subkulturellen Aufschwungs feierte der Pogo unmittelbar nach der Jahrtausendwende seine Rückkehr in die Tanzlokale. In den oft abgedunkelten Räumen, zwischen Kunstnebel und flackerndem Weißlicht-Stroboskop, nimmt der Synergismus von Mensch und Maschine unmittelbar Gestalt an. Mit der Verinnerlichung der treibenden Beats und repetitiven Bass-Sequenzen einhergehend wird das Tanzen ekstatisch erlebt.
Bei vielen Konzerten finden sich die „robustesten Tanzmaschinen meist in der Mitte vor der Bühne“ beim gemeinsamen Pogo tanzen, häufig mit „nackten Oberkörpern oder Muscleshirts, die die fitnessstudiogestählten Muskeln zur Schau stellen.“

„Die Leute zahlen, damit sie etwas geboten kriegen. Die einen wollen Pogo tanzen, die anderen wollen lieber zusehen. Pogo und Stagediving sind eine positive Aggression. Da können die Leute sich mit Spaß austoben. Das ist besser, als wenn sie sich auf der Straße prügeln.“

### Printmedien
In vielen Jugendkulturen des ausklingenden 20. Jahrhunderts waren Printmedien (vorrangig Druckerzeugnisse aus Papier) weit verbreitet. In ihrer primären Funktion als Informations- und Kommunikationsmittel, die nicht nur szeneprägend, sondern auch szeneerhaltend waren, kam den Printmedien eine existenzielle Bedeutung zu.
Zu den drei wichtigsten Medien der Szene gehörten Fanzines bzw. reguläre Musikzeitschriften, Flyer und Tonträgerkataloge.

#### Zeitschriften
Im Mittelpunkt standen die sogenannten Fanzines. Diese waren zumeist regional in limitierter Auflage erhältlich und wurden kostenlos bzw. zum Selbstkostenpreis vertrieben. Aus einigen gingen später qualitativ hochwertige Musikzeitschriften hervor, die länderübergreifend Verbreitung fanden.
Die Übergänge vom Fanzine zur handelsüblichen Fachzeitschrift waren fließend, da Idealismus und Authentizität auch nach einer Professionalisierung von Design und Layout häufig über kommerziellen Interessen standen und viele Printmedien sich z. B. nicht über Genussmittelwerbung (Tabak usw.) finanzierten. Unabhängig von der Auflagenhöhe verfolgten diese Medien ein nahezu identisches Konzept und setzten sich im Wesentlichen aus szenerelevanten Inhalten wie News, Interviews, Label- und Band-Portraits, Konzertberichte, Szene-Specials, Schallplatten- und Tape-Rezensionen, Tourdaten sowie Kleinanzeigen (vor allem Kontakt- und Tonträgersuche) zusammen. Beworben wurden ausschließlich Neuerscheinungen und intrakulturelle Ereignisse, wie Partys, Konzerte und Szenetreffen.
Nennenswerte Zeitschriften, die innerhalb der EBM-Szene präferiert wurden, waren New Life, Frontpage, Zone und Vertigo, obwohl sich keine von ihnen ausschließlich der EBM widmete, sondern auch verwandte Stilrichtungen berücksichtigte.
Besonders beliebt war das New Life Soundmagazine, das ab 1983 in der Schweiz erschien und 1992 seinen Standort in Hessen bezog. Ursprünglich als Depeche-Mode-Fanzine ins Leben gerufen, berichtete es anschließend über elektronische Musik im Allgemeinen und widmete sich in den 1990er-Jahren auch Spielarten wie Intelligent Dance Music, Ambient und Drum and Bass. Die Frankfurter Technoclub-Zeitschrift Frontpage, die im Mai 1989 das Licht der Welt erblickte, passte sich hingegen dem jeweiligen Trend an und entwickelte sich zwei Jahre später zu einem reinen Techno-House-Magazin.
Seit August 1990 wurde im Aachener Raum das Fanzine Zone publiziert, das, ebenso wie New Life, seinen Schwerpunkt auf EBM, Elektro bzw. Electro Wave legte. Es blieb bis 1993 aktiv. Im Dezember 1991 erschien in Bremen erstmals die Zeitschrift Vertigo, die zwar unter dem Etikett „Electro-Avantgarde“ gehandelt wurde, sich allerdings vornehmlich auf Electro-Industrial, Dark Electro und EBM spezialisierte. Sie existierte bis 1997. Ein vergleichbares Medium war das NRG. Electro-Zine, das ab 1991 im Raum Dresden herausgebracht wurde und – ähnlich wie New Life – aus einem Depeche-Mode-Fanzine hervorging.
Printmedien in englischer Sprache waren Sideline aus Belgien und Crewzine aus der Slowakei. Eine schwedische Zeitschrift mit Sitz in Göteborg erschien ab 1991 unter dem Namen Release.

#### Flyer
Für die Bekanntgabe von Konzerten und Diskothekenveranstaltungen kamen neben Musikzeitschriften insbesondere Flyer zum Einsatz. Hierbei handelt es sich um Plakatminiaturen, die mittels Xero- bzw. Hektografiedruckverfahren kostengünstig vervielfältigt und in Tanzlokalen, Jugendclubs, Schallplattenläden oder Fashion-Stores (Undergroundshops) verteilt werden.
Über die D.I.Y.-Bewegung der 1970er (Punk, Post-Punk, Industrial) gelangte der Flyer in die Wave- und Independent-Szene der 1980er-Jahre. Die oftmals handkopierten Zettel im DIN-A6-Format waren größtenteils monochrom und stark kontrastiert und ähnelten damit in ihrer Herstellungsweise den Fanzines.

### Bildmotive und Symbole
In der Electronic Body Music erfolgt häufig ein Rückgriff auf die Bild- und Symbolsprache der Arbeiterbewegung, die sich ab der Mitte des 19. Jahrhunderts entwickelte. Speziell Motive aus den Zweigen Stahl- und Maschinenbau, Montanindustrie, Schmiedehandwerk sowie Elektrotechnik dienen der ästhetischen Aufmachung, aber auch als Ausdruck der Solidarisierung mit der Arbeiterklasse, und werden in Zeitschriften, auf Flyern, Tonträgern und T-Shirts wirkungsvoll inszeniert.
Wiederkehrende Motive sind
- Hammer: oftmals auch in Kombination mit dem Arbeiter bzw. Schmied oder in den Variationen Hammer und Amboss und Schlägel und Eisen dargestellt, verkörpert der Hammer Stärke, Tatkraft und Entschlossenheit.[250] Im politischen Kontext betont er die körperliche Arbeit. Er ist damit eines der elementaren Kennzeichen des werktätigen Proletariats.[251] Frühe Verwendung findet der Hammer in der Variation Schlägel und Eisen bereits auf der Single Wahre Arbeit – Wahrer Lohn von den Krupps. Neben dem Gebrauch als grafisches Motiv kommt dem Hammer auch eine musikalische Bedeutung zu. So ist das Sampling von Hammerschlägen ein beliebtes Stilmittel zur Ausschmückung von EBM-Kompositionen.

- Zahnrad: versinnbildlicht Industrie und Technik, im übertragenen Sinne Triebkraft und mechanische Prozesse und damit den ästhetischen und assoziativen Bezug zu den als „maschinell“[23] wahrgenommenen Strukturen in der Musik. Seit der zweiten industriellen Revolution im 19. Jahrhundert dient es als heraldisches und allegorisches Symbol für Produktivität und Fortschritt sowie als Kennzeichen urbaner Industriestandorte. Als politisches Symbol verwies es im 20. Jahrhundert sowohl im Sozialismus[252] als auch im Nationalsozialismus[253] auf die Arbeiterbewegung, wodurch seine Nutzung einen provokativen Charakter erhält.[8] Über die britische Post-Industrial-Band Test Dept. hielt das Zahnrad vermutlich Einzug in die Tonträgergestaltung von Nitzer Ebb,[254] die es seit 1985 als grafisches Element einsetzen. Hierüber, und im Zuge des EBM-Revivals, wurde das 8-zahnige Maschinenrad zum zentralen Motiv der Old-School-EBM-Szene.[160][38]

- Elemente der Montage: z. B. Schrauben und Muttern in der bildlichen Draufsicht. Portion Control nutzten den Kopf einer Kreuzschlitzschraube als Logo. Bands wie Paranoid oder Overgament verwendeten Abbildungen von Sechskantmuttern in modifizierter Form und in Anlehnung an das Firmenlogo von Mute Records (vgl. Tonal Evidence).

- Darstellung von Schaltplänen, Platinensegmenten und elektrischen Bauelementen. Betont vor allem den technologischen Aspekt der Musik. In der Gestaltung von Zeitschriften ein wiederkehrendes Motiv.

Weitere, themenübergreifende Motive:
- Lorbeerkranz: Ehrenzeichen für sportliche Leistung. Das in EBM-Kreisen verwendete Symbol ist eine direkte Entlehnung des Fred-Perry-Firmenlogos.

- Darstellung von Personen und deren Profession: Arbeiter, Athlet, Soldat – jede dieser Figuren verkörpert auf ihre Weise Stärke, Disziplin und Kampfgeist.

### Szenesprache
Im Unterschied zu Techno- oder Hip-Hop-spezifischen Ausdrücken und Lehnwörtern hat die EBM-Szene nur in begrenztem Maße einen eigenen Jargon entwickelt, der sich vornehmlich auf den musikkulturellen Kontext beschränkt und sich mit dem Jargon anderer Szenen überschneiden kann. Einige Beispiele hierfür sind:
| - crowd    | (engl. crowd ‚Menschenmenge‘) bezeichnet das Publikum auf Konzerten oder Diskothekenveranstaltungen.       |
| - event    | (engl. event ‚Veranstaltung‘) bezeichnet eine Party, ein Festival oder vergleichbare Musikveranstaltungen. |
| - flat     | (engl. flat ‚flach‘) Kurzwort für flattop, bezeichnet den Haarschnitt eines EBM-Anhängers.                 |
| - shouting | (engl. shout ‚rufen‘) meint den aggressiven Gesangsstil der Vokalisten, die auch Shouter genannt werden.   |
| - stomper  | (engl. stomp ‚stampfen‘) ist die Bezeichnung für ein kraftvolles und energiegeladenes EBM-Stück.           |

Manche dieser Wörter, wie crowd, werden von den Musikern selbst genutzt, so z. B. von Douglas McCarthy (Nitzer Ebb).

## Ideologische Aspekte

### Politik
Im Gegensatz zu einer Vielzahl von Jugend- und Musikbewegungen fand die EBM-Szene nur wenig sozialwissenschaftliche Beachtung. Einer eindeutigen weltanschaulichen Klassifizierung entzieht sich das Genre nahezu vollständig, was vor allem dem Mangel an statistischen, insbesondere empirischen Erhebungen bezüglich der politischen Selbstverortung der Szene und ihrer Mitglieder geschuldet ist. Informationen liefern demzufolge fast ausschließlich Fanzines und Musikzeitschriften, im geringeren Maße auch die Liedtexte der jeweiligen Künstler. Dieses mehrheitlich undefinierte Terrain bot vielfach Raum für Spekulationen seitens Außenstehender (z. B. Faschismusvorwurf) und Medien, die dem Genre von vorneherein abgeneigt waren.
Obgleich von der Allgegenwärtigkeit des Kalten Krieges geprägt, verfolgte die EBM-Bewegung in ihrer Gesamtheit keinen vergleichsweise politischen bzw. moralisch-sozialisatorischen Ansatz, wie er z. B. im Hardcore-Punk anzutreffen war. Neben einem Anteil eindeutiger Aussagen (vgl. Pouppée Fabrikk – Selfdestruct) sind die Texte vielfältig interpretierbar. Nur durch Interviews mit den Musikern ist eine genaue Erfassung der Inhalte möglich. So stehen u. a. das Nitzer-Ebb-Album Belief oder die Tommi-Stumpff-Produktion Sturm brich los exemplarisch für Islamkritik (religiöser Dogmatismus und theokratischer Totalitarismus). Mehr aus einer Metaperspektive heraus werden die Themen Freiheit und Unterdrückung behandelt.
In der Jugendkultur selbst spielte Politik eine eher untergeordnete Rolle. Viele Szenemitglieder zeigten sich unpolitisch. Ein zielstrebiger, politischer Aktivismus, wie er z. B. in Teilen der Punk-Szene existiert, ist der EBM-Szene fremd. Das zumeist einheitliche martialische Auftreten ihrer Anhängerschaft wurde allerdings oftmals als Demonstration eines menschlichen Idealbilds verstanden.

„Diese Konnotationen rühren daher, daß wir sauber und tüchtig aussehen und Begriffe wie Disziplin, Stärke und Jugend absolut positiv verwenden, einfach weil wir glauben, daß darin ein Vorteil liegt. Wir verlangen nicht, daß jeder Bodybuilding macht […]. Wenn wir ‚stark‘ sagen, meinen wir damit nicht unbedingt physisch stark, sondern die geistige Stärke, den Leuten ein ‚Fuck Off!‘ entgegenzuschleudern, die dein Leben ruinieren wollen. Nur weil du jung bist, hat noch lange keiner das Recht, dir zu sagen, was du tun sollst.“

Diverse grafische Komponenten in der Cover- und Bühnengestaltung, wie Hammer, Maschinenrad, Ährenkranz und geballte Faust (als Zeichen des Widerstandes), die eine künstlerische Nähe zum russischen Konstruktivismus und dessen Augenmerk auf Technologie und Funktionalismus aufweisen, wurden häufig mit der Symbolik aus der Zeit des Nationalsozialismus assoziiert. Das Tragen von Uniformteilen zum Zweck der Provokation (so präsentierten Gabriel Delgado-López, Douglas McCarthy und Bon Harris sich auf Promotion-Fotos gelegentlich in Kammerhosen, Marschstiefeln und Schulterriemen) brachten Musik und Kultur schnell den Ruf ein, faschistisch zu sein.

„EBM funktioniert nach den alten, immer gleichen Prinzipien: Musik mit einem Zuhörcharakter, die nicht nur in Clubs, sondern auch auf der Bühne oder zu Hause funktioniert. Musik, die Weltentwürfe beinhaltet, die sich ideologisch verkauft – eine oft merkwürdig verquaste mythologisierte Post-New-Wave-DAF-Industrial-Ideologie mit einer leicht faschistisch anmutenden Ästhetik, die von Personen repräsentiert wird.“

Diese Annahme wurde zusätzlich dadurch bestärkt, dass führende Bands, wie Front 242, von ihrem politischen Standpunkt aus keine klaren Statements abgaben.

„Wir geben keine Message an die Leute. Das wäre allein schon deshalb nicht möglich, weil wir vier verschiedene Personen sind.“

Vergleichbare Vorwürfe existierten bereits zu Zeiten der Neuen Deutschen Welle. Die Deutsch-Amerikanische Freundschaft rückte man einst in den frühen 1980er-Jahren ins falsche Licht – mitunter ohne deren Beweggründe zu hinterfragen:

„Die Sehnsucht, ahistorisch zu sein, ist die eigentliche Triebfeder faschistischer Geschichtsschreibung. Da parodistische, ironische oder theatralische Distanz bei DAF nirgends zu spüren sind, wirken ihre Texte als Propaganda.“

Robert Görl (DAF) hierzu:

„Damals haben wir mit politischen wie auch mit sexuellen Ideen gespielt, Provokation ging uns über alles. Gleichzeitig waren wir so selbstbewusst, dass uns die Reaktionen der Öffentlichkeit völlig egal waren. Wir kokettierten mit Homo-Erotik, mit Faschismus, mit jeglicher Spielart von Perversion, weil wir der festen Überzeugung waren, dass Kunst alles kann und darf. Wir wollten mit unserer Arbeit totale Freiheit, also haben wir uns diese Freiheit einfach genommen. Zensur war das Schlimmste für uns, die haben wir schlicht abgelehnt.“

„[…] Wir wollten Tabus aus den Löchern holen und sagen: Hier, wir kippen euch das Tabu auf die Tanzfläche – wie gefällt euch das?“

Tommi Stumpff, der sich in den 1980ern wiederholt mit dem Faschismusvorwurf konfrontiert sah und dessen Kompositionen häufig eine deskriptive Darstellung von Gewalt beinhalten, verwies darauf, dass Kritiker Sujet und Arbeitsprozess oft mit dem Künstler verwechselten.

„Die absolute Trennung von Ethik und Ästhetik ist die Grundvoraussetzung zum Verständnis meiner Musik.“

Jürgen Engler (Die Krupps) zeigte sich indessen verantwortungsbewusst:

„Wir haben uns immer ganz bewusst gegen Rechts gestellt, weil der EBM-Generation dieser faschistoide Touch anhaftete und die tonangebenden Bands sich nie klar abgrenzten, sondern unbekümmert mit solcher Symbolik kokettierten, künstlerisch frei auslegbar bleiben wollten. Dabei musst du deinen Standpunkt klarmachen, denn die wenigsten verstehen doch die künstlerische Aussage oder Provokation.“

Auch andere Bands, wie à;GRUMH… und The Invincible Spirit, positionierten sich explizit im antifaschistischen Spektrum. Bis heute existieren keine Anzeichen dafür, dass die EBM-Kultur politischen Dogmen, bspw. rechtsextremen Ideologien, folgt. Vielmehr bedient sie sich bereits vertrauter Provokationsformen aus dem Punk- und Industrial-Umfeld.
Im Verlauf der 1980er- und 1990er-Jahre kam es wiederholt zu Kontroversen und zum Boykott von Musikveranstaltungen, in deren Verlauf auch namhafte Politiker ihre Voreingenommenheit und fehlende Sachkenntnis zur Schau stellten. So äußerte Grünen-Politiker Daniel Cohn-Bendit, dass der „faschistoide Lärm rechtsradikaler Gruppen, wie Kriegbereit und Front 242, keineswegs eine harmlose Form der Unterhaltungsmusik“ sei. Fundierte Quellen, die seine Behauptung untermauerten, nannte er nicht. Ironischerweise gehörte Richard Jonckheere, Sänger der Band Front 242, seinerzeit zu den Mitgliedern der Agalev-Partij in Belgien.

### Drogen
Der Konsum illegaler Drogen wurde strikt abgelehnt und mehrfach kritisiert. Dieser Fakt unterschied die europäische Szene von der nordamerikanischen Post-Industrial-Kultur (vgl. Skinny Puppy, Ministry usw.) und der späteren Techno-Bewegung – beides Musikkulturen, in denen illegale Rauschmittel eine wesentliche Rolle spielten. Als eine Reaktion auf die aufkeimende Techno-House-Szene und deren massiven Drogenkonsum beteiligten bspw. And One sich im Rahmen ihrer 1992er Tournee an der Anti-Drogen-Kampagne „Keine Macht den Drogen“ des Bundesministeriums für Gesundheit.

„Von uns nimmt keiner Drogen, und ich glaube, auch kein Fan von uns, der auf unsere Konzerte kommt, nimmt Drogen – sei es ein Ex-Depeche-Mode-Fan, ein Nitzer-Ebb- oder ein Front-242-Fan. Das sind wirklich saubere Leute.“

Vernunftorientiertes Handeln und die Unversehrtheit des (mühevoll trainierten) Körpers dürften maßgebliche Gründe für die ablehnende Haltung sein. Langzeitfolgen durch den Konsum von Drogen, z. B. irreversible Organschäden, Beeinträchtigung des Nervensystems und der Leistungsfähigkeit, sind wissenschaftlich erwiesen. Andererseits werden durch die Dynamik des Tanzens körpereigene Substanzen freigesetzt, was den Einsatz psychoaktiver Aufputschmittel entbehrlich macht.

„[…] die tänzerische Bewegung zu monotonen Rhythmen ist dabei eine effektive Methode, um in ungewöhnliche Bewusstseinssphären zu geraten. Beim ekstatischen Tanzen werden körpereigene Drogen ausgeschüttet. Dazu gehören sogenannte Endorphine, die Glückshormone des Körpers, welche euphorische Stimmungen auslösen. Auch der kreativitätssteigernde Neurotransmitter Dopamin wird dann vermehrt gebildet, hebt die Stimmung und steigert den Antrieb.“

## Essentielle Werke

### Alben/Singles/EPs
| Veröffentlichungen mit Schlüsselqualitäten | Artverwandte Alben und Alben der Initiatoren |
| --- | --- |
| - Front 242 – Geography (1982) - Front 242 – Front by Front (1988) - ПАНКОВ – God’s Deneuve (1984) - The Flowerpot Men – Jo’s So Mean to Josephine (1984) - Attrition – Shrinkwrap (1985) - Nitzer Ebb – Warsaw Ghetto (1985) - Nitzer Ebb – That Total Age (1987) - HULA – Poison (Club Mix) (1986) - The Klinik – Pain and Pleasure (1986) - Signal Août 42 – Pleasure and Crime (1986) - à;GRUMH… – No Way Out (1986) - The Weathermen – This Is the Third Communique (1986) - A Split-Second – Flesh (1986) - Ganzheit – Traitor! / Choke on it (1987) - I Scream – Negative / Forget Your Country (1987) - Adbaloons – Mad Motor (1987, アドバルーンズ – きちがいモーター) - Vomito Negro – Dare (1988) - Bigod 20 – Body & Energize (1988) - Tribantura – Lack of Sense (1988) - Aircrash Bureau – Exhibition (1989) - Scapa Flow – The Guide (1989) - Die Warzau – Land of the Free (1989) - 3 Miles From Here – Heroes / Until Then (1989) - Oil in the Eye – Sex and Surgery (1989) - The Force Dimension – Deus Ex Machina (1990) - DRP – Electro Brain 586 (1990) - Pouppée Fabrikk – Rage (1990) - Leæther Strip – The Pleasure of Penetration (1990) - Mighty Force – Dive (1990) - Schnitt Acht – Subhuman Minds on the Firing Line (1990) - Tilt! – Aliens & Orgasms (1990) - 2nd Communication – The Brain That Binds Your Body (1990) - Fatal Morgana – The Destructive Solution (1990) - Shock Corridor – Portrait of a Serial Killer (1991) - Television Overdose – Optic Burst (1991) - Armageddon Dildos – That’s Armageddon (1991) - Paranoid – Strain (1991) - And One – Techno Man (1991) - And One – Monotonie EP (1992) - Oomph! – Oomph! (1992) - Electro Assassin – Jamming the Voice of the Universe (1992) - What’s – Press Fire to Continue (1992) - Battery – Meat Market (1992) - Orange Sector – Faith (1993) - Panic on the Titanic – Gold, Clouds, Desire (1993) | - The Normal – Warm Leatherette (1978) - DAF – Alles ist gut (1981) - DAF – Gold und Liebe (1981) - CH/BB – Ima Ikimashō / Go, Go, Go! (1981) - Liaisons Dangereuses – Liaisons Dangereuses (1981) - Die Krupps – Volle Kraft voraus! (1982) - The Tanzdiele – Folgt den Führern! (1982) - Duotronic Synterror – Das Vermächtnis… (1982) - Klinisch Sauber – Kommerz, Krieg, Mond! (1982) - Portion Control – Hit the Pulse (1983) - Portion Control – Raise the Pulse (1983) - Keine Ahnung – Keine Ahnung (1983) - Dirk Blanchart – I Don’t Mind (If the Sputnik Lands) (1983) - Tommi Stumpff – Mich kriegt ihr nicht / Contergan Punk (1983) - Tommi Stumpff – Ultra (1989) - Cabaret Voltaire – Just Fascination (1983) - Cabaret Voltaire – Drinking Gasoline (1985) - Vicious Pink – Fetish (1985) - The Invincible Spirit – Push! (1986) - Severed Heads – Twenty Deadly Diseases (1986) - Revolting Cocks feat. Richard 23 – You Often Forget (1986) - The Neon Judgement – Awful Day (1986) - Click Click – I Rage I Melt (1987) - MCL (Micro Chip League) – New York (1987) - Central Unit – Computer Music (1987) - Batz Without Flesh – Batz Without Flesh (1987) - Batz Without Flesh – A Million Bricks (1989) - Carlos Perón – Impersonator II (1988) - Workforce – Is It Safe? (1988) - C.C.C.P. – Orient Express (1988) - Sound Squad – Access Denied (1988) - White House White – Disdain (1988) - Andy Giorbino – The Art of Letting Go (1988) - Front Line Assembly – Convergence (1988) - Front Line Assembly – Total Terror Part II (1993) - As Able As Kane – BuildingScapeBeat (1989) - Borghesia – Surveillance and Punishment (1989) - Clock DVA – Buried Dreams (1990) - Dance or Die – Dance or Die (1990) - Substation – More Life / Take, Take, Take (1990) - Mussolini Headkick – Get Out (1990) - Attrition – A Tricky Business (1991) - Lost Image – Electrocution (1991) - Sonic System – Will 2 Kill (1991) - The Hunger – Shoot To Kill (1991) |

### Kompilationen
Kompilationen, die sich schwerpunktmäßig dem Genre widmeten, gab es zunächst nicht. Die Zusammenstellungen waren durchmischt mit Post-Punk-, Post-Industrial- und Minimal-Electro-Stücken. Dies änderte sich erst ab 1986/87, als EBM als eigenständige Musikszene wahrgenommen wurde. Einige nennenswerte Kompilationen dieser Zeit sind:
| Compilations |
| --- |
| LPs/CDs/Kassetten: - VA – Climax (1986, Climax Productions) - VA – Is It Safe? (1987, Body Records) - VA – Out of Tune (1988, Body Records) - VA – Limited Entertainment (1988, Body Records) - VA – Bodytronics (1988, Etiquette Records) - VA – Music from Belgium (1988, Techno Drome International/ZYX Records) - VA – Electronic (1988, Climax Productions) - VA – Total Beat Factor (1988, Big Noise in Archgate) - VA – This Is Electronic Body Music (1988, Play It Again Sam/SPV) - VA – Forms of Electronic Body Music (1989, Impuls Records) - VA – Trans Europa [A Swiss-Swedish Techno-Compilation] (1989, 150 BPM, Art Sound, Front Music Production) - VA – Welcome to the Technodrome (1989, Galaxis/Techno Drome International) - VA – Funky Alternatives Three (1989, Concrete Productions) - VA – Somewhere in the Skeleton (1990, Body Records) - VA – Body Rapture (1990, Zoth Ommog) - VA – Crack of a Belgian Whip (1990, KK Records) - VA – Another World – Electronic Body Music (1991, Antler-Subway) - VA – Electro-Genetic (1992, KK Records) - VA – Virtual Energy (1993, Energy Rekords) Videos: - VA – Electronic Body Music [Video-Compilation] (1989, Play It Again Sam) - VA – Shades of the Goddess [Video-Compilation] (1993, KK Records) |

### Hard-Beat-Produktionen
Hard-Beat-Produktionen hatten einen starken Bezug zur Electronic Body Music und ließen sich von regulären EBM-Stücken meistens nur anhand eines Acid-House-Einflusses unterscheiden. Amnesia, New Design oder Chayell waren Nebenprojekte von Signal Août 42 und A Split-Second. Der finanzielle Erfolg vieler New- und Hard-Beat-Platten kam vor allem dem Ausbau des Antler-Subway-Labels und der Unterstützung der dort unter Vertrag stehenden EBM-Bands zugute.
| Hard-Beat-Produktionen 1988 | Hard-Beat-Produktionen 1989 |
| --- | --- |
| - Cavemen – Eye of the World (1988, OTTI pvba) - HNO3 – Doughnut Dollies (1988, R & S Records) - In-D – Virgin In-D Sky’s (1988, Subway Records) - Tribe 22 – Aciiiiiiied – New Beat (1988, Kaos Dance Records) - Pussy Jews – She’s Both (1988, Kaos Dance Records) - Section Three – Armed Forces (1988, R & S Records) - Zsa Zsa ‚La Boum‘ – Something Scary (1988, Kaos Dance Records) - Signal Août 42 – Carnaval [Acid Mix] (1988, LD Records) - Taboo – Dance to the Rhythm of the Drummachine (1988, Target Records) - 'N UMOH – Acid Reign (1988, Clip Records) - Schicksal – 24 Hours (1988, Subway Records) - Take Off – Mig 28 (1988, Target Records) - Manapsara – Routine (1988, Sub Rosa) - Reject 707 – Brainkiller (1988, MG Records) - No Excuse – X-Sample (1988, Target Records) - Bazz – Rrrock It! (1988, DiKi Records) - Iconoclass – Tenebra (1988, Easy D.J.) - L&O – Even Now (1988, Target Records) - Target – Target (1988, Rodger Records) | - High Tention – High Tention (1989, Subway Records) - Major Problem – I Still Have A Dream (1989, Complete Kaos) - In Sotto Voce – In Sotto Voce (1989, Antler Records) - French Connection – Snack Attack (1989, R & S Records) - In-D – Beat In-D Dream (1989, Subway Records) - Micro X – Red Velvet (1989, Subway Records) - Christine D. – Europe (1989, Dr. Smiley Records) - F.O.G. – Electricity (1989, Music Man Records) - Boy Toy – Touch My Body (1989, Kaos Dance Records) - The Concrete Beat – I Want You! (1989, Target Records) - It’s Official – Spies! / No Words (1989, Subway Dance) - Danton’s Voice – Magic Mushroom (1989, Zazaboem) - Amnesia – Hysteria (1989, Indisc) - New Design – Some Like It Hot (1989, MG Records) - Spiritual Sky – Ecoutez Et Répétez (1989, Epic) - Generation N – Crash 707 (1989, Escalator, En Avant Le Music) - Clinic House – Hey Doctor (1989, Alfetta Records) - P.J.istes – Confocation (1989, AMI Records) - Chayell – Poker (1989, Antler Records) |

## Stilprägende Instrumente
| Produkt                   | Art                                | Baujahr | Hersteller                 |
| ------------------------- | ---------------------------------- | ------- | -------------------------- |
| ARP 2600                  | Modularer Synthesizer              | 1970    | ARP Instruments            |
| ARP Odyssey               | Analogsynthesizer                  | 1972    | ARP Instruments            |
| Akai S900                 | Digitaler 12-Bit Stereo-Sampler    | 1986    | Akai Electric Company Ltd. |
| Akai S1000                | Digitaler 16-Bit Stereo-Sampler    | 1988    | Akai Electric Company Ltd. |
| Akai X7000                | 12-Bit Sampling-Midi-Keyboard      | 1986    | Akai Electric Company Ltd. |
| Atari 1040 ST             | Personal Computer                  | 1986    | Atari                      |
| Drumulator                | Digitaler Drumcomputer             | 1982    | E-mu Systems               |
| Emax                      | 8-Bit Sampling-Workstation         | 1985    | E-mu Systems               |
| Emulator II               | Digitales Sampling-Keyboard        | 1984    | E-mu Systems               |
| Kawai R-100               | Digitaler Drumcomputer             | 1985    | Kawai                      |
| Kawai Q-80                | Digitalsequenzer                   | 1988    | Kawai                      |
| Korg DS-8                 | Digitalsynthesizer                 | 1987    | Korg                       |
| Korg M1                   | Polyphonsynthesizer                | 1988    | Korg                       |
| Korg MS-20                | Monophonsynthesizer                | 1978    | Korg                       |
| MFB SEQ-02                | CV/Gate-Step-Sequenzer             | 198?    | Manfred Fricke Berlin      |
| Moog Prodigy              | Monophonsynthesizer                | 1980    | Moog                       |
| Moog Source               | Monophonsynthesizer                | 1981    | Moog                       |
| Oberheim Matrix 6         | Analogsynthesizer                  | 1985    | Oberheim                   |
| Oberheim OB-Xa            | Analogsynthesizer                  | 1980    | Oberheim                   |
| Pearl Syncussion SC-2     | Analoger Zweikanal-Drumsynthesizer | 1980    | Pearl                      |
| PPG Wave 2                | Wavetable-Synthesizer              | 1982    | Palm Products              |
| Roland DDR-30             | Digitales Drum-Modul               | 1984    | Roland                     |
| Roland Juno-106           | Polyphoner Analogsynthesizer       | 1984    | Roland                     |
| Roland Jupiter 8          | Polyphoner Analogsynthesizer       | 1981    | Roland                     |
| Roland MC-4               | Digitaler CV/Gate-Sequenzer        | 1982    | Roland                     |
| Roland Octapad 8          | Multi-Trigger-Drumpad              | 1985    | Roland                     |
| Roland SH-101             | Monophoner Analogsynthesizer       | 1982    | Roland                     |
| Roland System 100         | Halbmodulares Synthesizer-System   | 1976    | Roland                     |
| Roland System 100 M       | Modulares Synthesizer-System       | 1978    | Roland                     |
| Roland TR-505             | Digitaler Drumcomputer             | 1986    | Roland                     |
| Roland TR-707             | Digitaler Drumcomputer             | 1984    | Roland                     |
| Roland TR-808             | Analoger Drumcomputer              | 1981    | Roland                     |
| Sequential Circuits Pro 1 | Monophonsynthesizer                | 1981    | Sequential Circuits        |
| Yamaha CS-40 M            | Monophonsynthesizer                | 1980    | Yamaha                     |
| Yamaha DX-7               | Digitalsynthesizer                 | 1983    | Yamaha                     |
| Yamaha TX-81 Z            | Polyphonsynthesizer                | 1986    | Yamaha                     |